# 筑波大学
筑波大学（つくばだいがく、英語: University of Tsukuba）は、茨城県つくば市にある国立大学である。
第二次世界大戦前の旧制時代からの歴史を持つ旧官立大学の一校であり、広島大学と共に旧二文理大の一校である。また、文部科学省が実施しているスーパーグローバル大学事業のトップ型指定校ならびに指定国立大学法人に指定されている。JSコーポレーションが毎月公表している2025年1月31日集計の「大学人気ランキング」では国公立大学で全国2位になっている。

## 概観

### 大学全体

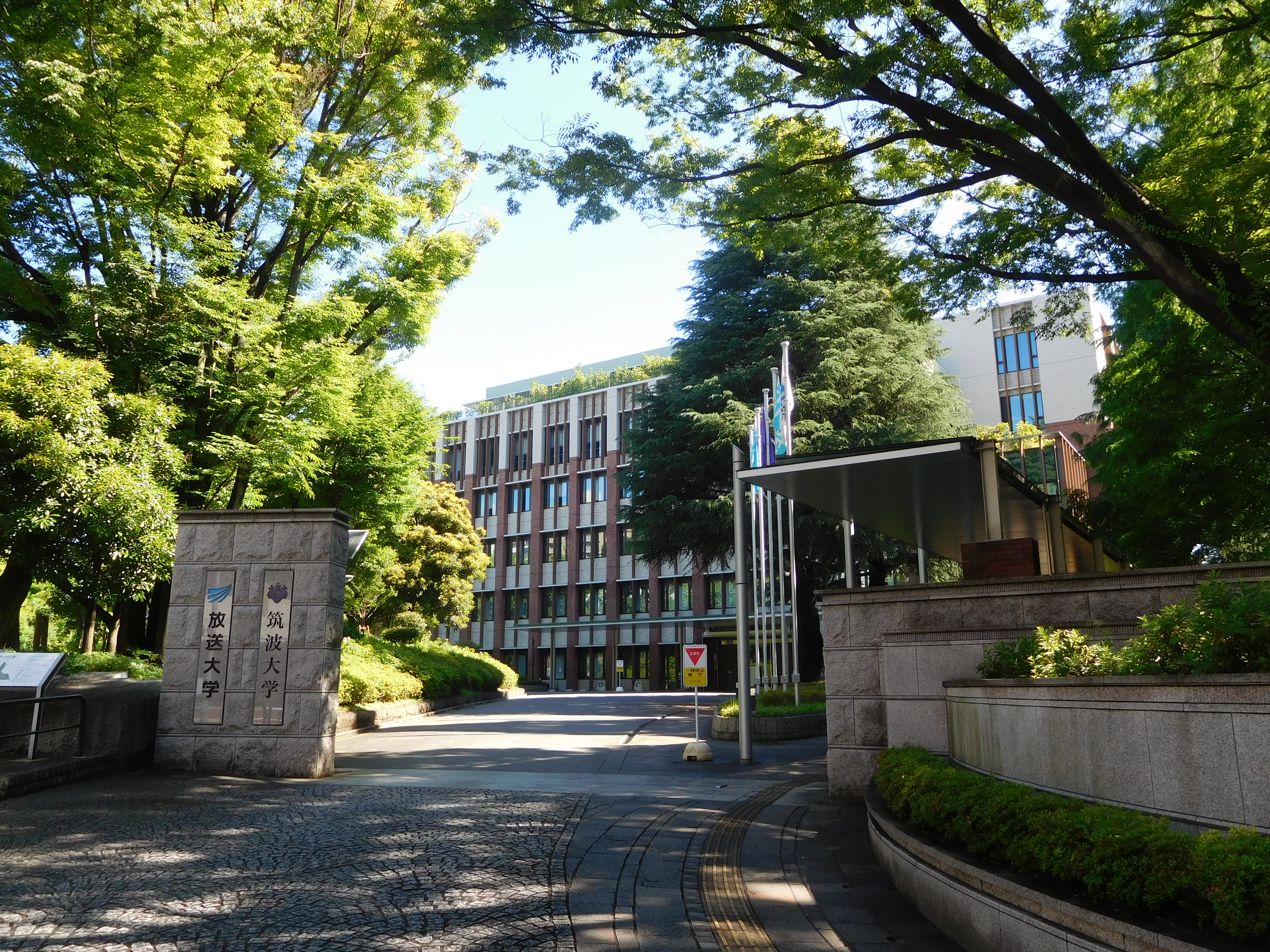
東京キャンパス文京校舎（2019年）

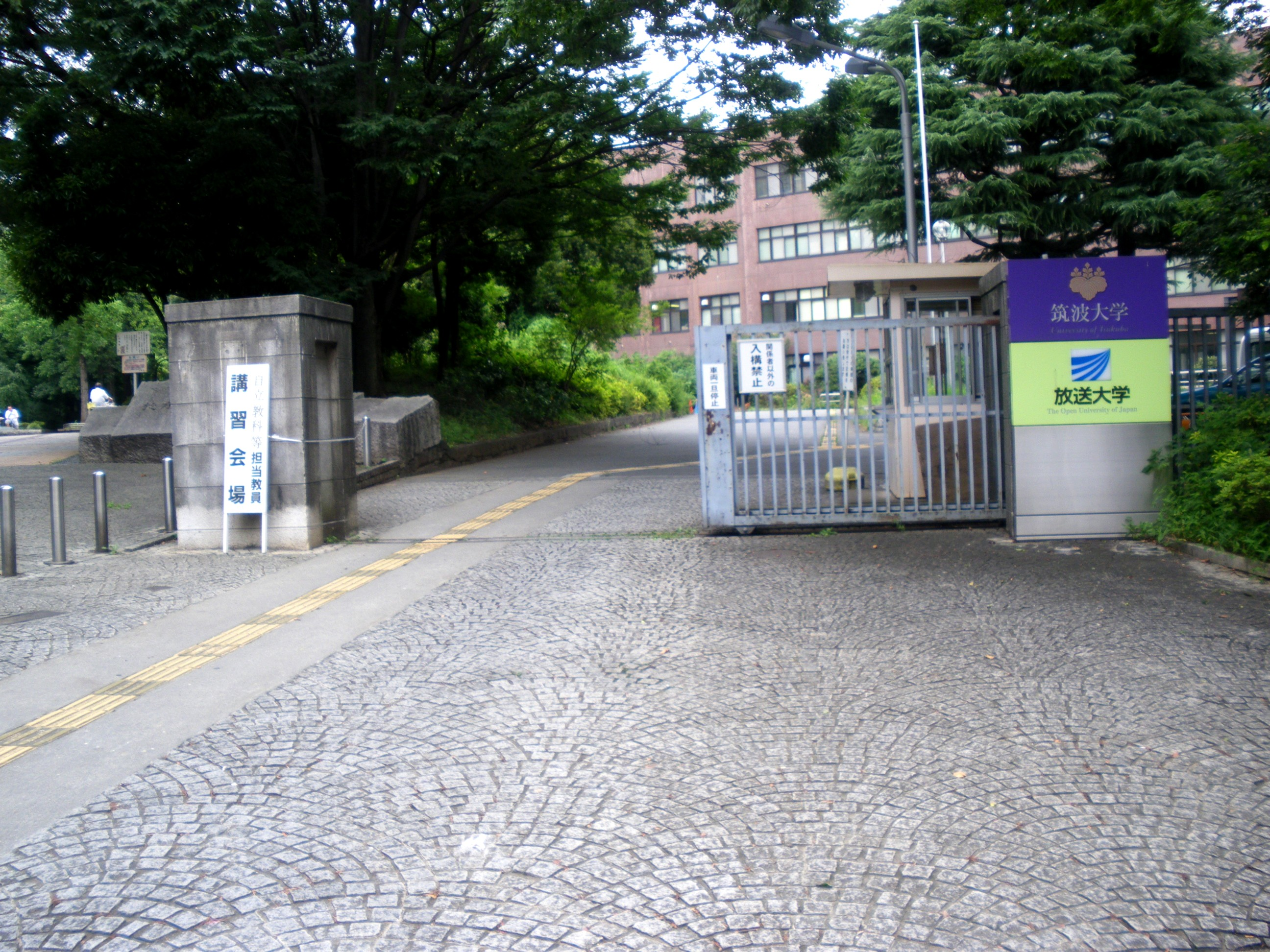
東京キャンパス大塚地区（2009年）

1872年（明治5年）に日本で最初に設立された師範学校を創基とする、東京文理科大学（のちの東京教育大学）が前身である。昌平坂学問所（昌平黌、しょうへいこう）を一部引き継ぐ形で設立された経緯もあり、その創立は日本で最も古い大学群の一つとして知られる。キャンパスが狭隘で分散していたため、1963年（昭和38年）8月27日に閣議決定された筑波研究学園都市への移転が議論され始めた。その後、教授会間の意見のずれや学生運動による入試中止等により、ますます大学改革議論が高まりを見せ、1973年（昭和48年）10月に新構想大学として、東京教育大学を母体に発足した。
筑波大学は筑波キャンパスの他に旧東京教育大学の敷地の一部も所管している。東京都文京区大塚の旧東京教育大学の本部敷地には東京キャンパス文京校舎（旧称「大塚地区」）として、首都圏にある附属学校を統括する学校教育局と社会人対象の夜間大学院である大学院ビジネス科学研究科、法科大学院や各種研究センターを設置している。
国立科学博物館は1889年（明治22年）から1914年（大正3年）に「東京教育博物館」として再独立するまで、東京高等師範学校の附属機関として存在した。前身の東京教育大学は、4つの学校（東京文理科大学、東京高等師範学校、東京農業教育専門学校、東京体育専門学校）を母体としており、さらに筑波大学になってからも2002年（平成14年）に図書館情報大学と統合するなど、様々な機関の歴史を背景にしている。

### 基本的な目標
「開かれた大学」「柔軟な教育研究組織」「新しい大学の仕組み」を基本理念として、以下の目標を掲げている。
1. 自然と人間、社会と文化に係る幅広い学問分野において、深い専門性を追求すると同時に、既存の学問分野を越えた協同を必要とする領域の開拓に積極的に取り組み、国際的に卓越した研究を実現する。
2. 高度で先進的な研究に裏打ちされた学士課程から博士課程までの教育を通じて学生の個性と能力を開花させ、豊かな人間性と創造的な知力を蓄え、自立して国際的に活躍できる人材を育成する。
3. 科学技術研究機関が集積する筑波研究学園都市の中核として、教育研究諸機関および産業界との連携に積極的に取り組み、自らの教育研究機能の充実・強化を図るとともに、広く社会の発展に貢献する。
4. アジアをはじめ世界の国々や地域に開かれた大学として、国際的通用性のある教育研究活動の展開と連携交流に積極的に取り組み、国際的な信頼性と発信力を有する大学を実現する。
5. 教員と職員のそれぞれが個性と多様な能力を発揮しつつ協働することにより、次代における大学のあり方を追求し、新しい仕組みを実現するための大学改革を先導する。

### 教育および研究

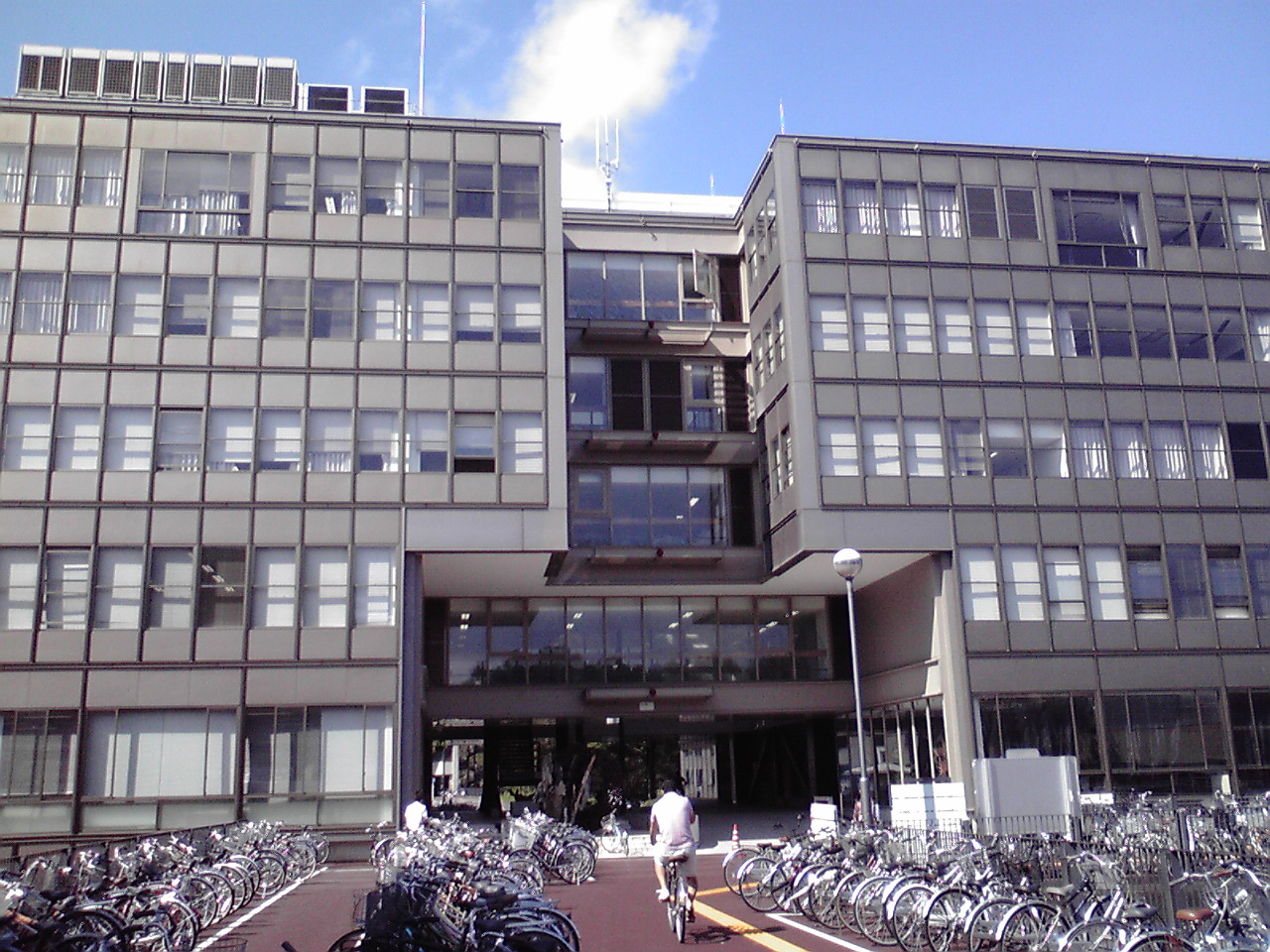
5C棟
主に体育・芸術専門学群の講義で使用される。

筑波大学のキャンパスは大きく分けて筑波キャンパス、東京キャンパスの2つに分かれている。筑波キャンパスの面積は 2,577,286m2 と、大学の単一キャンパスとしては国内第2位の大きさである（ちなみに、第1位は九州大学伊都地区、第3位は広島大学東広島キャンパス。総面積では、第1位は北海道大学、第2位は東京大学、第3位は九州大学）。ほとんどの教育・研究活動はここを中心に行われている。東京キャンパスは社会人大学院などのために使われている。
開学以来、「研究」と「教育」を分離していることが一つの特徴となっている。さらに、教育組織としての教養部が存在せず、開学から全学共通の一般教養と学群・学類毎の専門教育を並行して受講するくさび型教育体制を採っている。これは1991年の大学設置基準の大綱化を先取りした形になっている。
特に、医学専門学群は、旧来の2年制進学課程と4年制専門課程の区別を廃した6年一貫教育を日本の医学部で初めて行い、その後、筑波大に追随して6年制一貫教育を実施する新設医科大学も現れ始めている。
大学院には3つの学術院、大学には10個の学群がある。研究施設として複数の全国共同利用施設、学内共同教育研究施設を持つ。
『タイムズ・ハイアー・エデュケーション』の「THE世界大学ランキング 2019-2020」では、第401-450位、アジア第55位、国内第8位である。
2019年1月24日、軍事利用を目的とする研究は行わないとの基本方針を発表した。国内外の軍事、防衛機関から資金提供を受けて行う研究など、成果が軍事転用される可能性がある場合は、学内で事前審査する。

### 学風および特色
積極的に産学連携活動を行っており、筑波大学発ベンチャー企業数は平成18年度末で61件（日本の大学で第3位）である。また、平成18年度（2006年度）の大学発ベンチャー新設数は8件（日本の大学で第1位）である。
2008年11月より学生活動支援GPに採択された「つくばアクションプロジェクト」 (T-ACT) が開始されている。これは学生の主体的な活動を支援する目的で大学・教員・学生の相互的な支援ネットワークを構築し活動のスタートアップサポートを行う組織である。

## 沿革
（沿革節の主要な出典は公式サイト）

### 略歴
本学は1970年（昭和45年）に成立の筑波研究学園都市建設法および1973年（昭和48年）に国立学校設置法等の一部を改正する法律（昭和48年9月29日法律第103号）により改正された国立学校設置法（2004年廃止）に基づき設置された。
大学設置の根拠となった1973年の国立学校設置法については、民主教育をすすめる国民運動（総評、中立労連、日教組などの労働組合、日本科学者会議、日本子どもを守る会など16団体が参加）が撤回を求めて強い反対運動を行った。
なお、本学の前身であった東京教育大学は、1978年（昭和53年）3月末に閉鎖された。
2002年（平成14年）、国立学校設置法の一部を改正する法律（平成14年法律第23号）により図書館情報大学と統合した。

### 年表
- 1970年（昭和45年）10月：筑波大学建設事務所を開設。
- 1973年（昭和48年）10月1日：筑波大学が開学。第一学群（人文学類、社会学類、自然学類）、医学専門学群、体育専門学群、附属図書館を設置。
- 1975年（昭和50年）：第二学群（比較文化学類、人間学類、生物学類、農林学類）、芸術専門学群、大学院修士課程地域研究研究科を設置。
- 1976年（昭和51年）：筑波大学附属病院を開設。
- 1977年（昭和52年）：第三学群設置（社会工学類、情報学類、基礎工学類）。
- 1978年（昭和53年）：東京教育大学が閉学。大学院博士課程社会工学研究科、医療技術短期大学部を設置。
- 1980年（昭和55年）：大学院博士課程医学研究科を設置。
- 1981年（昭和56年）：大学院博士課程工学研究科を設置。
- 1983年（昭和58年）：第三学群国際関係学類設置。
- 1985年（昭和60年）：第二学群日本語・日本文化学類設置。
- 1989年（平成元年）4月1日：大塚キャンパスに大学院経営・政策科学研究科の1専攻として経営学社会人大学院「経営システム科学専攻 (GSSM)」を設置。
- 1990年（平成2年）：大塚キャンパスの法学系社会人大学院として「企業法学専攻」が追加設置される。
- 1991年（平成3年）：第三学群工学システム学類設置。
- 1994年（平成6年）：農林学類を生物資源学類に改称。
- 1995年（平成7年）：国際関係学類を国際総合学類へ改組。
- 1996年（平成8年）：大塚キャンパスの法学系社会人大学院に博士後期課程が追加され、「企業科学専攻」が設置される。
- 1998年（平成10年）
  - 基礎工学類を工学基礎学類へ改組。
  - 大塚キャンパスの社会人大学院が経営・政策科学研究科から改組・再編され、独立研究科として「ビジネス科学研究科」が設置される。
- 2002年（平成14年）10月1日
  - 図書館情報大学と統合。
    - 春日キャンパス（筑波キャンパス春日地区）設置。
    - 図書館情報専門学群および大学院博士課程図書館情報メディア研究科を設置。

  - 医療技術短期大学部の学生募集停止。医学専門学群を改組し、医学類と看護・医療科学類を設置。
- 2004年（平成16年）
  - 3月：図書館情報大学が最後の卒業生を送り出して閉学。
  - 4月1日：国立大学法人筑波大学が発足。
- 2005年（平成17年）
  - 4月1日：秋葉原キャンパス（東京キャンパス秋葉原地区）設置。
    - 専門職大学院であるビジネス科学研究科法曹専攻および国際経営プロフェッショナル専攻設置。
    - 大塚キャンパスは東京キャンパス大塚地区に名称変更。

  - 8月24日：同年7月22日限りで廃止された筑波キャンパスの「学内バス」（北地区〜春日地区を結ぶ循環路線）の代替として、新たに関東鉄道による「筑波大学循環」バス（つくばセンター発着）の運行開始。学生・関係者向けに低廉な定期運賃が設定される。
- 2006年（平成18年）3月：医療技術短期大学部を廃止。
- 2007年（平成19年）4月：本年度入学の学部一年生より、7学群（内専門学群4）15学類から9学群（内専門学群2）23学類に改組された新しい学群・学類に入学。
- 2010年（平成22年）12月10日：嘉納治五郎先生之像（朝倉文夫作）除幕式が筑波大学会館前広場で挙行。
- 2011年（平成23年）
  - 3月11日：東日本大震災で被災。被害総額は70億円に達した[11]。
  - 9月30日：旧・東京キャンパス大塚地区の再整備が完了したことを受け、東京キャンパス文京校舎の開所式を挙行[12]。
- 2013年（平成25年）9月30日：筑波大学石打研修所を廃止[13]。
- 2017年（平成29年）4月：山岳科学センターが発足（菅平高原実験センターと各地の演習林・実験林を統合）[14]。
- 2019年（令和元年）10月：2019年度入学生から必修としたデータサイエンスの授業を開講[15]。
- 2020年（令和2年）
  - 4月1日：大学院を学位プログラム制（3学術院、6研究群・6専攻）へ移行。従前の研究科・専攻は過年度入学生の在学中は存続する[16]。
  - 10月15日：指定国立大学法人に指定[17]。
- 2021年（令和3年）4月：前年に設置した総合学域群の学生受け入れを開始。
- 2024年（令和6年）4月9日
  - 4月9日：アメリカ合衆国ワシントン大学と人工知能（AI）分野におけるパートナーシップに調印[18]。
  - 9月：マレーシアの首都クアラルンプールにある国立マラヤ大学内に海外分校（学際サイエンス・デザイン専門学群）を設置。日本の大学が学位を授与する学部を海外に設置するのはこの事例が初めてとなる[19]。

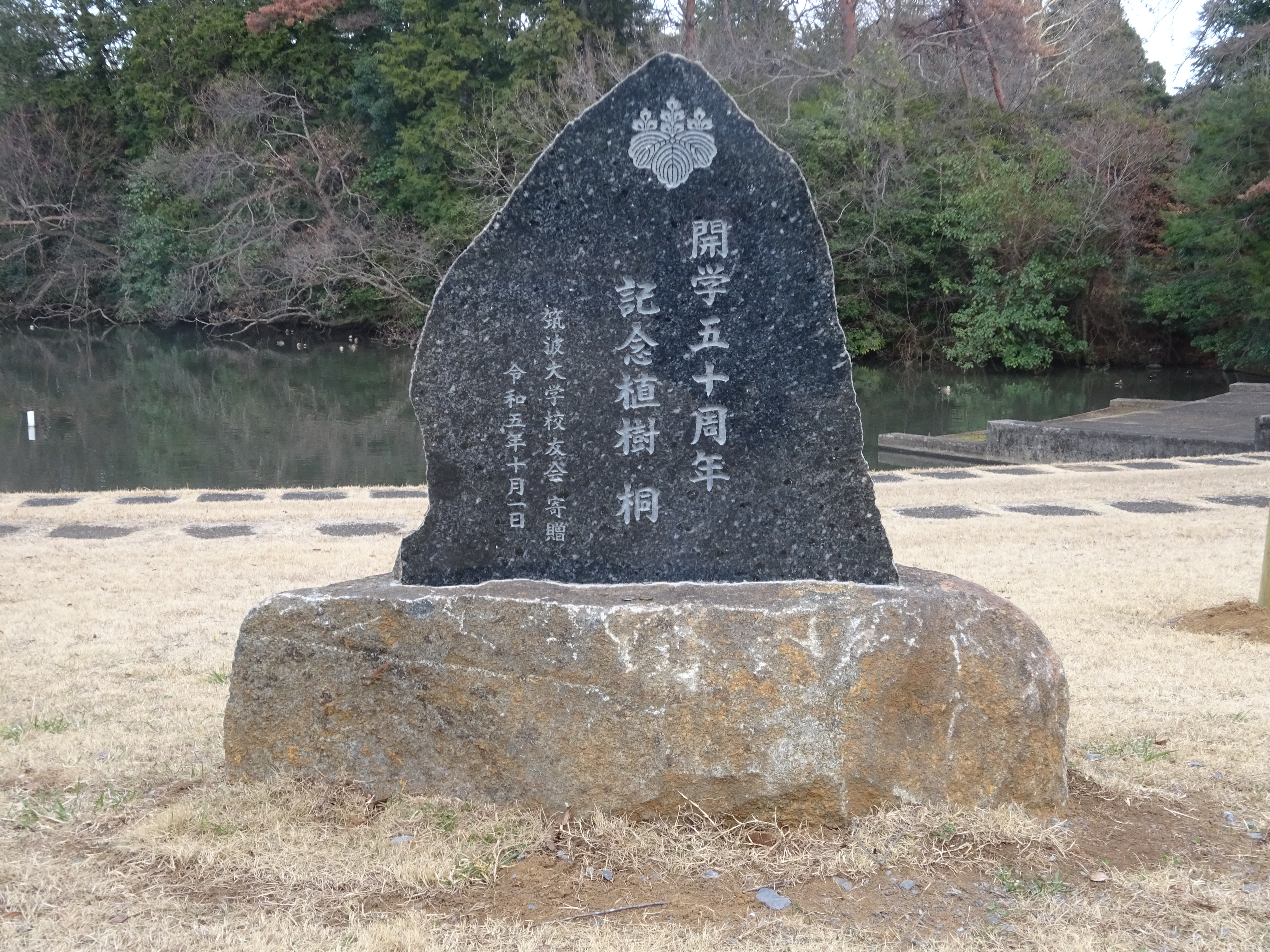
筑波大学開学50周年記念植樹の碑

## 基礎データ

### 所在地
- 筑波キャンパス（茨城県つくば市天王台一丁目1番地1）
- 東京キャンパス（東京都文京区大塚三丁目29番1号）

### 象徴

#### シンボルマーク
校章や大学名書体、基本色などの規格と使用基準 (VI: Visual Identification System) を定めている。

#### スクールカラー
『紫峰』という名の発行物もあるように紫色は筑波大学のキーワードとなっている。スクールカラーは「筑波紫」(HTML#6600CC) である。体育会所属団体のユニフォームは2012年から「FUTURE BLUE」と称する淡い青色を用いることで統一されている。

#### 校章
筑波大学の校章は「五三の桐葉型」である。この桐章は東京高等師範学校の附属小中学校（のちの筑波大附属小、同附属中・高）で1888年11月に校章として制定されたことに起源を持つ。これは明治天皇の行幸の際、皇室の御紋章である五七の桐章を校章に用いるようご沙汰を頂いたことによる。しかし五七の桐では不敬にわたることがあってはとの理由で五三の桐となった。
その後、母体である東京高師においても1903年に改定された「東京高等師範学校生徒徽章」で制定され、1949年製作の東京教育大学学生バッジにも受け継がれている。「桐紋」と呼ばれる図形は、菊花紋章と並んで日本国の伝統的な紋章として用いられているが、筑波大学の校章は花の部分のみ「蔭」で表現される独特なものである。

#### スローガン
平成22年度（2010年度）より開学の理念を象徴するスローガンとして「IMAGINE THE FUTURE.」を使用しており、掲示物に取り入れられているほか、横断幕などが学内の至るところで掲揚されている。考案はOBの一倉宏による。

#### 校歌・応援歌
公式配布物である学生便覧に学生歌『常陸野の』および『筑波のガマ』の歌詞が掲載されていることから、実質上の校歌になっているといえる。『常陸野の』は入学式、卒業式の時に歌われる。入学式には新入生に歌詞が配られ、伴奏のもと校歌練習が行われる。しかし、学生に浸透しているとは言い難く、体育会の学生の間では宣揚歌『桐の葉』がよく歌われている。また、「IMAGINE THE FUTURE」の合唱等している学生も見受けられる。
筑波大学学生歌『常陸野の』
筑波大学開学間もない昭和50年（1975年）1月に作られた歌である。東京教育大学から筑波大学への生まれ変わりを描いているとされる。
作詞は青木克彦、作曲は飯島睦子。
筑波大学学生歌『筑波のガマ』
筑波大学開学直後の時期の男子学生が（筑波大学の男子学生数は女子学生数の3倍にも上っていたため彼女を得たい一心で）学生宿舎の女子棟前で大声で歌っていたという笑い話が聞かれるが、事実ではない。実際には、『筑波のガマ』は少なくとも1980年まではほとんど歌われていない。
作詞は小田淳一、作曲は牧和美。
筑波大学宣揚歌『桐の葉』
東京高等師範学校時代の大正8年（1919年）に大学昇格運動の一環として作成された。一番と二番の歌詞は当時学生であった大和資雄によるもので、三番の歌詞はのちに東京教育大学から筑波大学に改学される際に東京教育大学最後の学長である大山信郎によって加えられたもの。慶應義塾大学の応援歌が元曲である。
メッセージソング『IMAGINE THE FUTURE 〜未来を想え』
スローガンの制定に伴いメッセージソングとして新たにOBの吉川洋一郎によって作曲された。作詞はスローガンと同じく一倉宏。最近では入学式・卒業式をはじめとした公式行事で披露されることも多い。
校章『桐の葉』と新大団旗
筑波大学応援歌
- 『立ちて勇姿を』
- 『霊峰仰ぐ』

寮歌『桐花寮の歌』
旧東京教育大学校歌（東京師範学校、東京文理科大学校歌）
- 『青雲の空に高く』作詞は北原白秋、作曲は山田耕筰

## 教育および研究

### 学群・学類
教育研究上の基本となる組織の一つで、学生（大学院生などを除く）が所属する教育組織である。大学院が部局化されていない多くの大学の学部や学科では教員と大学院生もこの中に含まれるが、学類/学系制では教育組織としての学群・学類と、教員および大学院生が所属する研究組織としての「学系」が異なる体系で存在している（この分類は、筑波大学以外に福島大学、桜美林大学などでも採用されている）。
既存のどの学群にも属さない「総合学域群」を2020年に開設し、翌2021年4月より学生受入を開始した。これは総合選抜入試に合格し入学した1年次生のみが属する学群で、各学群の開設する科目から自身の関心に合致するものを履修しながら、進級先としたい学群を絞り込むことができる。2年次以降は学生自身の希望に基づいて各学群に所属し教育を受ける。また、一部の学類は前期日程での学類独自選抜をとりやめた（推薦入試や後期日程での選抜は継続）。

#### 学群学類の再編（2007年度）
筑波大学の「学群・学類」制度は、学際性、文理融合などの観点に基づいていた。当時、学類の英訳が「college」であり、ナンバー学群の英訳が「cluster of colleges」であることから、他大学の学部・学科とは異なる観点から区分されていたことが分かる。しかし、受験生や社会一般に対して理解しにくいという評価が長年あったことや、2000年から2001年にかけて行われた大学院の再編などを受け、学群・学類の再編成を行うことになり、2005年7月21日に正式発表された。
主な変更事項は以下の通り：
- ナンバー学群制の廃止、学問内容による学群制の導入
- 人間学類の学群化および主専攻レベルの学類化
- 自然学類の主専攻レベルの学類化
- 情報学類と図書館情報専門学群の「情報学群」化、情報メディア創成学類の新設
- 工学基礎学類の名称変更
- 医学専門学群の名称変更および看護・医療科学類の主専攻レベルの学類化

総定員に変更はない（2007年現在）。平成19年（2007年）度新入生から適用される。なお、2006年度までの学群学類制での入学者（および2008年度までの3年次編入学生）は卒業するまで、所属に関する変更は行わない予定である。

#### 2007年度入学者からの学群構成
※2008年度までの3年次編入学生は従前の学群に属することとなる。
（学類名の右の△は専攻の学類化や新設された学類であることを表し、カッコ内は2007年の改組以前の組織での学類）
総合学域群（2020年4月新設）
2021年4月より学生受入開始したもっとも新しい学群で、総合選抜入試に合格し入学した1年次生のみが属する。2年次以降は学生本人の希望や成績により既存の各学群（体育専門学群を除く）に進級する。
人文・文化学群
- 人文学類[注 10]（第一学群人文学類）
  - 哲学主専攻
    - 哲学コース
    - 倫理学コース
    - 宗教学コース

  - 史学主専攻
    - 日本史コース
    - 東洋史コース
      - 中国史サブコース
      - アジア史サブコース

    - 西洋史コース
      - オリエント史サブコース
      - ヨーロッパ・アメリカ史サブコース

    - 歴史地理学コース

  - 考古学・民俗学主専攻
    - 先史学・考古学コース
    - 民俗学・文化人類学コース

  - 言語学主専攻
    - 一般言語学コース
    - 応用言語学コース
    - 日本語学コース
    - 中国語学コース
    - 英語学コース
    - 仏語学コース
    - 独語学コース
    - 露語学コース
- 比較文化学類（第二学群比較文化学類）
  - 比較文化主専攻[注 10][注 11]
    - 地域文化研究領野
      - 日本・アジア領域（日本文学コース、日本研究コース、中国文学コース、アジア研究コース）
      - 英米・ヨーロッパ領域（英語圏文学・文化コース、ドイツ語圏文学・文化コース、フランス語圏文学・文化コース、欧米研究コース）
      - フィールド文化領域（文化人類学コース、文化地理学コース）

    - 超域文化研究領野
      - 表現文化領域（テクスト文化学コース、文化創造論コース）
      - 文化科学領域（先端文化学コース、情報文化学コース）
      - 思想文化領域（現代思想コース、比較宗教コース）
- 日本語・日本文化学類（第二学群日本語・日本文化学類）
  - 日本語・日本文化学主専攻
    - 分野[25]：日本語分野、文化分野

社会・国際学群
- 社会学類[注 12]（第一学群社会学類）
  - 社会学主専攻
  - 法学主専攻
  - 政治学主専攻
  - 経済学主専攻
- 国際総合学類[注 12][注 13]（第三学群国際総合学類）
  - 国際関係学主専攻
  - 国際開発学主専攻

人間学群
- 教育学類 △（第二学群人間学類教育学主専攻）
  - コース[注 14]：初等教育学コース、教育学コース
  - 系列[注 15]：学校教育開発系列、人間形成系列、教育計画・設計系列、地域・国際教育系列
- 心理学類 △（第二学群人間学類心理学主専攻）
  - 研究領域[25]：実験心理学、教育心理学、発達心理学、社会心理学、臨床心理学
- 障害科学類 △（第二学群人間学類心身障害学主専攻）
  - 履修モデル[25]：障害科学履修モデル、特別支援教育学履修モデル、社会福祉学履修モデル

生命環境学群
- 生物学類[注 14]（第二学群生物学類）
  - 多様性コース
  - 情報コース
  - 分子細胞コース
  - 応用生物コース
  - 人間生物コース
- 生物資源学類[注 10]（第二学群生物資源学類）
  - 農林生物学コース
  - 応用生命化学コース[26]
    - 生物化学工学サブコース
    - 生物環境化学サブコース
    - 微生物サブコース
    - バイオサイエンスサブコース

  - 環境工学コース　
  - 社会経済学コース
- 地球学類[注 12][注 16]△（第一学群自然学類地球科学主専攻）
  - 地球環境学主専攻
研究分野：人文地理、地誌学、地形学、水文科学、大気科学、環境動態解析学
  - 地球進化学主専攻
研究分野：地史・古生物学、地層学、地球変動科学、岩石学、鉱物学、地球資源科学

理工学群
- 数学類 △（第一学群自然学類数学主専攻）
- 物理学類 △（第一学群自然学類物理学主専攻）
- 化学類 △（第一学群自然学類化学主専攻）
- 応用理工学類[注 12]（第三学群工学基礎学類）
  - 応用物理主専攻
  - 電子・量子工学主専攻
  - 物性工学主専攻
  - 物質・分子工学主専攻
- 工学システム学類[注 17]（第三学群工学システム学類）
  - 知的・機能工学システム主専攻
  - エネルギー・メカニクス主専攻
- 社会工学類[注 17]（第三学群社会工学類）
  - 社会経済システム主専攻
  - 経営工学主専攻
  - 都市計画主専攻

情報学群
- 情報科学類[注 12]（第三学群情報学類）
  - ソフトウェアサイエンス主専攻
  - 情報システム主専攻
  - 知能情報メディア主専攻
- 情報メディア創成学類 △
- 知識情報・図書館学類[注 12]（図書館情報専門学群）
  - 知識科学主専攻
  - 知識情報システム主専攻
  - 情報資源経営主専攻[27]

医学群
- 医学類 - 6年制（医学専門学群医学類）
  - 新医学専攻 - 1年次から「研究室演習」を選択し、指導教員の下で研究生活の実際を体験できるが、その延長で5年次の終わり頃に研究者養成のための「新医学専攻」に進むことができる
- 看護学類 △ - 4年制（医学専門学群看護・医療科学類看護学主専攻）
- 医療科学類[注 12]△ - 4年制（医学専門学群看護・医療科学類医療科学主専攻）
  - 医療科学主専攻
  - 国際医療科学主専攻

体育専門学群
- 体育学主専攻[注 18]
  - 卒業研究領域[注 19]
    - 体育学・スポーツ学分野
体育・スポーツ哲学、体育史・スポーツ人類学、スポーツ社会学、武道学、体育・スポーツ経営学、スポーツ政策学、スポーツ産業学、体育科教育学、アダプテッド体育・スポーツ学、体育心理学
    - コーチング学分野
コーチング論・トレーニング学、スポーツ運動学、種目別コーチング論（体操、体操競技、陸上競技、水泳競技、バレーボール、バスケットボール、ハンドボール、サッカー、ラグビー、ラケットバット、柔道、剣道、弓道、野外運動、舞踊）
    - 健康体力学分野
健康教育学、環境保健学、運動生理学、運動生化学、運動栄養学、スポーツバイオメカニクス、応用解剖学、体力学、健康増進学、体育測定評価学、内科系スポーツ医学、外科系スポーツ医学

芸術専門学群
- 美術史領域
- 芸術支援領域
- 洋画領域
- 日本画領域
- 版画領域
- 彫塑領域
- 書領域
- 構成領域
- 工芸領域
- 総合造形領域
- ビジュアルデザイン領域
- 情報・プロダクトデザイン領域
- 環境デザイン領域
- 建築デザイン領域

国際化拠点整備事業（グローバル30）
- 社会国際学教育プログラム（受け入れは「社会・国際学群（社会学類、国際総合学類）」）
- 生命環境学際プログラム（受け入れは「生命環境学群（生物学類、生物資源学類、地球学類）」）
- 国際医療科学人養成プログラム（受け入れは「医学群（医療科学類）」）

#### 2006年度入学者までの学群構成
| 第一学群 - 人文学類 - 哲学主専攻 - 史学主専攻 - 考古学・民俗学主専攻 - 言語学主専攻 - 社会学類 - 社会学主専攻 - 法学主専攻 - 政治学主専攻 - 経済学主専攻 - 自然学類 - 数学主専攻 - 物理学主専攻 - 化学主専攻 - 地球科学主専攻 第二学群 - 比較文化学類 - 文学主専攻 - 地域主専攻 - 思想主専攻 - 日本語・日本文化学類 - 日本語・日本文化学主専攻 - 人間学類 - 教育学主専攻 - 心理学主専攻 - 心身障害主専攻 - 生物学類 - 生物学・基礎主専攻 - 生物学・応用主専攻 - 生物資源学類 - 農林生物学コース - 応用生命化学コース - 環境工学コース - 社会経済学コース - （2004年度以前）：生物資源生産科学主専攻、生物資源機能科学主専攻 - （1993年度以前：農林学類）：生物資源生産学主専攻、生物応用化学主専攻、生物環境造成学主専攻、生物生産組織学主専攻 | 第三学群 - 社会工学類 - 社会経済システム主専攻 - 経営工学主専攻 - 都市計画主専攻 - 国際総合学類 - 国際関係学主専攻 - 国際開発学主専攻 - 情報学類 - 情報科学主専攻 - 計算機システム主専攻（ - 2004年度） - 情報システム主専攻（2005年度 - ） - 知能情報メディア主専攻 - 工学システム学類 - 知的工学システム主専攻 - 機能工学システム主専攻 - 環境開発工学主専攻 - エネルギー工学主専攻 - 工学基礎学類 - 応用物理主専攻 - 電子・量子工学主専攻 - 物性工学主専攻 - 物質・分子工学主専攻 医学専門学群 - 医学類 - 看護・医療科学類 - 看護学主専攻 - 医療科学主専攻 体育専門学群 - 健康・スポーツ教育主専攻 - 健康・スポーツマネジメント主専攻 - スポーツコーチング主専攻 芸術専門学群 - 芸術学主専攻 - 美術主専攻 - 構成主専攻 - デザイン主専攻 図書館情報専門学群（旧 図書館情報大学） - 図書館情報管理主専攻 - 図書館情報処理主専攻 |

### 研究科
2020年度より学位プログラム制へ全面移行する。また、最終的には「大学院の一組織化（一学術院化）」を目指すとしている。
なお、専門職大学院など一部の専攻は研究群には組み込まれない（各学術院の一専攻として教育活動が行われる）。
2020年度入学生については、2019年11月まではいったん現在の専攻のもとで学生募集し、入学試験に合格した者に対しては新しい組織のもとで教育活動が行われる。また、教員の主担当変更に伴う所属の変更や複数学位の一本化などがあるため、新たな組織の研究群・専攻や授与される学位は従前の組織の専攻・学位とは必ずしも対応しない。
人文社会ビジネス科学学術院
- 人文社会科学研究群（3学位プログラム）
- ビジネス科学研究群（2学位プログラム）
- 専門職大学院
  - 法曹専攻（法科大学院）
  - 国際経営プロフェッショナル専攻

理工情報生命学術院
- 数理物質科学研究群(5学位プログラム)
- システム情報工学研究群（8学位プログラム）
- 生命地球科学研究群（12学位プログラム）
- 国際連携専攻
  - 国際連携持続環境科学専攻

人間総合科学学術院
- 人間総合科学研究群（26学位プログラム）
- 共同専攻
  - スポーツ国際開発学共同専攻
  - 大学体育スポーツ高度化共同専攻
- 国際連携専攻
  - 国際連携食料健康科学専攻

#### 2019年度入学生までの組織
それまでの8研究科85専攻は、学生の在学中は新組織と併存する。
教育研究科（修士課程）
- スクールリーダーシップ開発専攻
- 教科教育専攻
  - 国語教育コース
  - 社会科教育コース
  - 数学教育コース
  - 理科教育コース
  - 英語教育コース
  - 保健体育教育コース
  - 芸術科教育コース
- 特別支援教育専攻[注 22]

人文社会科学研究科（特に記さぬ限り、博士前期課程・博士後期課程）
- 哲学・思想専攻（一貫制博士課程・5年制）
  - 分野[注 23]：哲学分野[注 24]、倫理学分野[注 25]、宗教学・比較思想学分野[注 26]
- 歴史・人類学専攻（一貫制博士課程・5年制）
  - 分野[注 27]：歴史学分野[注 28]、人類学分野[注 29]、複合分野[注 30]
- 文芸・言語専攻（一貫制博士課程・5年制）
  - 分野[注 31]：文学分野[注 32]、言語学分野[注 33]
- 現代語・現代文化専攻
  - 分野[注 34]：現代文化分野、言語情報分野
- 国際公共政策専攻
  - 分野[注 35]：国際関係分野、社会学分野
- 経済学専攻[注 36]（2015年度に募集停止）
- 法学専攻（2015年度に募集停止）
- 国際地域研究専攻[注 37]（修士課程）
  - 標準プログラムのコース[29]：東アジア研究、東南アジア研究、中央ユーラシア研究、中東・北アフリカ研究、ヨーロッパ研究、北アメリカ研究、ラテンアメリカ研究
  - 英語特別プログラム[30]：「国際関係論短期特別プログラム」（1.5年制)、「アフリカの若者のための産業人材育成イニシアティブ」（1.5年制)、「中央アジア国際関係・公共政策プログラム」(1年制)、「人文社会科学に立脚した日本研究・ユーラシア地域研究者育成プログラム」（1+3年制)、経済・公共政策プログラム
  - 地域研究イノベーション学位プログラム
- 国際日本研究専攻[注 38]（博士前期課程[注 39]・後期課程）
  - 国際日本複合研究学位プログラム
  - 国際日本社会科学学位プログラム
  - 国際日本人文科学学位プログラム
  - 日本語教育学学位プログラム

数理物質科学研究科（特に記さぬ限り、博士前期課程・博士後期課程）
- 数学専攻[注 40]
  - 教員の研究分野[31]：代数学、幾何学、解析学、情報数学、数理科学
- 物理学専攻[注 41]
  - 3年制博士課程「物質・材料工学専攻」に対応する前期課程の履修コース「物質・材料工学コース」を設置
  - 教員の研究分野[31]：素粒子物理学（理論）、素粒子物理学（実験）、宇宙物理学（理論）、宇宙物理学（観測）、原子核物理学（理論）、原子核物理学（実験）、物性物理学（理論）、物性物理学（実験）、生命物理学（理論）、プラズマ物理学（実験）、材料物理分野[注 42]、先進学際物理学分野[注 43]、核融合・プラズマ分野[注 44]、物質物理フロンティア分野[注 45]
- 化学専攻[注 46]
  - 3年制博士課程「物質・材料工学専攻」に対応する前期課程の履修コース「物質・材料工学コース」を設置
  - 教員の研究分野[31]：無機・分析化学、物理化学、有機化学、境界領域化学、ナノ材料化学[注 42]、材料無機化学[注 47][注 48]、固体化学[注 47]、材料有機化学[注 47]、機能性高分子化学[注 47]、製薬科学[注 49]
- 電子・物理工学専攻
  - 3年制博士課程「物質・材料工学専攻」に対応する前期課程の履修コース「物質・材料工学コース」を設置
  - 教員の研究分野[31]：光量子工学、計測数理工学、量子ビーム・プラズマ工学、ナノテクノロジー[注 50]、半導体エレクトロニクス（パワーエレクトロニクス）[注 50]、光・電子素子（パワーエレクトロニクス）[注 50]、パワーエレクトロニクス[注 50]、光・電子ナノ材料工学[注 42]
- 物性・分子工学専攻[注 51]
  - 3年制博士課程「物質・材料工学専攻」に対応する前期課程の履修コース「物質・材料工学コース」を設置
  - 教員の研究分野[31]：量子物性、量子理論、材料物性[注 50]、物質化学・バイオ[注 50]
- ナノサイエンス・ナノテクノロジー専攻（博士後期課程。2012年に物質創成先端科学専攻を改組）
  - 教員の研究分野[31]：ナノサイエンス[注 52]、ナノテクノロジー
- 物質・材料工学専攻（博士後期課程。物質・材料研究機構と連携して運営）
  - 教員の研究分野[32]：金属・セラミック材料工学、ナノ材料工学、有機・生体材料工学、物理工学、半導体材料工学

システム情報工学研究科（特に記さぬ限り、博士前期課程・博士後期課程）
- 社会工学専攻（2014年4月に行われた改組以前の社会システム工学専攻（博士前期課程）、経営・政策科学専攻（博士前期課程）、社会システム・マネジメント専攻（博士後期課程）に対応する）
  - 社会工学学位プログラム（博士前期課程・後期課程）[注 53]
  - サービス工学学位プログラム（博士前期課程）
- リスク工学専攻[注 54]
  - 教員の研究分野[注 55]：トータルリスクマネジメント、サイバーリスク、都市リスク、環境・エネルギーリスク
- コンピュータサイエンス専攻[注 56]
  - 教員の研究分野[注 57]：数理情報工学、知能ソフトウェア、ソフトウェアシステム、計算機工学、メディア工学、知能・情報工学
- 知能機能システム専攻[注 58]
  - 教員の研究分野[注 59]：システムデザイン、人間・機械・ロボットシステム、計測・制御工学、コミュニケーションシステム
- 構造エネルギー工学専攻[注 60]
  - 教員の研究分野[注 61]：固体力学・材料工学、構造・防災・信頼性工学、流体・環境工学、熱流体・エネルギー工学

生命環境科学研究科
- 博士前期課程
  - 地球科学専攻
    - 地球環境科学領域[注 62]
      - 教員の研究分野[33]：人文地理学、地誌学、地形学、水文科学、大気科学、空間情報科学、陸域水循環システム[注 63]、海洋・大気相互システム[注 64]

    - 地球進化科学領域[注 65]
      - 教員の研究分野[33]：生物圏変遷科学、地圏変遷科学、地球変動科学、岩石学、惑星資源科学、鉱物学、地球史解析科学[注 66]

  - 生物科学専攻[注 67]
    - 教員の専攻分野[33]：系統分類・進化学、生態学、植物発生・生理学、動物発生・生理学、分子細胞生物学、ゲノム情報学、先端細胞生物学[注 68]、先端分子生物科学[注 69]

  - 生物資源科学専攻[注 70]
    - 農林生物学領域
      - 教員の研究分野[33]：植物育種学、作物生産学、蔬菜・花卉学、果樹生産利用学、動物資源生産学、生物生産システム学、食資源利用科学、植物寄生菌学、応用動物昆虫学、森林生態環境学、地域資源保全学、植物遺伝情報解析学、代謝ネットワーク科学、媒介動物制御学、植物細胞遺伝情報学[注 71]、植物環境応答学[注 72]、生産昆虫機能利用学[注 73]、食資源機能解析学[注 74]

    - 農林社会経済学領域
      - 教員の研究分野[33]：生物資源経済学、国際資源開発経済学、農業経営学及び関連産業経営学、農村社会・農史学、森林資源経済学、森林資源社会学、国際農林業開発学[注 72]、地域森林資源開発学[注 75]

    - 生物環境工学領域
      - 教員の研究分野[33]：先端技術開発学、乾燥地工学、生態構造工学、流域保全工学、水利環境工学、生産基盤システム工学、生物生産機械学、保護地域管理学、農産食品プロセス工学、生物材料化学、生物材料工学、農村環境整備学[注 76]、生物圏情報計測学[注 77]、地域食品開発科学[注 74]、食品品質評価工学[注 74]、国際生物資源循環学[注 72]、地域森林資源開発学[注 75]

    - 応用生命化学領域
      - 教員の研究分野[33]：生体成分化学、ゲノム情報生物学、構造生物化学、微生物育種工学、生物反応工学、微生物機能利用学、細胞機能開発工学、生体模倣化学、分子発生制御学、生体情報制御学、負荷適応微生物学、食品機能化学、食機能探査科学、土壌環境化学、植物環境生化学、分子情報解析学[注 71]、動物リソース工学[注 66]、植物機能高分子科学[注 78]、時間細胞生物学[注 79]、共生進化生物学[注 79]、機能性神経素子工学[注 79]、複合生物系利用工学[注 79]

    - バイオシステム学コース
      - 教員の研究分野[33]：遺伝資源産業科学、バイオ産業科学、生態システム工学、資源開発技術学、資源総合評価工学、環境共生科学

  - 環境科学専攻[注 80]
- 博士後期課程
  - 地球環境科学専攻[注 81]
    - 教員の研究分野[34]：人文地理学、地誌学、地形学、水文科学、大気科学、空間情報科学、陸域水循環システム[注 63]、海洋・大気相互システム[注 64]

  - 地球進化科学専攻[注 82]
    - 教員の研究分野[34]：生物圏変遷科学、地圏変遷科学、地球変動科学、岩石学、惑星資源科学、鉱物学、地球史解析科学[注 66]

  - 生物科学専攻[注 83]
    - 教員の専攻分野[34]：系統分類・進化学、生態学、植物発生・生理学、動物発生・生理学、分子細胞生物学、ゲノム情報学、先端細胞生物学[注 68]、先端分子生物科学[注 69]

  - 国際地縁技術開発科学専攻[注 84]
    - エコリージョン基盤開発学領域
      - 教員の研究分野[34]：乾燥地工学、生態構造工学、流域保全工学、水利環境工学、生物生産機械学、生産基盤システム工学、保護地域管理学、農村環境整備学[注 76]、生物圏情報計測学[注 77]

    - 食料・バイオマス科学領域
      - 教員の研究分野[34]：先端技術開発学、農産食品プロセス工学、食機能探査科学、生物材料化学、生物材料工学、地域食品開発科学[注 74]、食品品質評価工学[注 74]、国際生物資源循環学[注 72]、地域森林資源開発学[注 75]

    - 地域システム経済学領域
      - 教員の研究分野[34]：生物資源経済学、国際資源開発経済学、農業経営学及び関連産業経営学、農村社会・農史学、森林資源経済学、森林資源社会学、国際農林業開発学[注 72]、地域森林資源開発学[注 75]

  - 生物圏資源科学専攻[注 85]
    - 生物資源生産学領域
      - 教員の研究分野[34]：植物育種学、作物生産学、蔬菜・花卉学、果樹生産利用学、動物資源生産学、生物生産システム学、食資源利用科学、植物遺伝情報解析学、代謝ネットワーク科学、媒介動物制御学、植物細胞遺伝情報学[注 71]、国際生物資源開発学[注 72]、植物環境応答学[注 72]、食資源機能解析学[注 74]

    - 生物圏環境学領域
      - 教員の研究分野[34]：植物寄生菌学、応用動物昆虫学、土壌環境化学、植物環境生化学、森林生態環境学、地域資源保全学、森林多様性解析学[注 75]、生産昆虫機能利用学[注 73]

  - 生物機能科学専攻[注 86]
    - 生命機能情報工学領域
      - 教員の研究分野[34]：生体成分化学、ゲノム情報生物学、微生物育種工学、構造生物化学、分子発生制御学、生体情報制御学、分子情報解析学[注 71]、動物リソース工学[注 66]、植物機能高分子科学[注 78]

    - 生物機能利用工学領域
      - 教員の研究分野[34]：生物反応工学、微生物機能利用学、細胞機能開発工学、生体模倣化学、負荷適応微生物学、食品機能化学、時間細胞生物学[注 79]、共生進化生物学[注 79]、機能性神経素子工学[注 79]、複合生物系利用工学[注 79]

  - 生命産業科学専攻
    - 教員の教育・研究領域：遺伝資源産業科学、バイオ産業科学、生態システム工学、資源開発技術学、資源総合評価工学、環境共生科学

  - 持続環境学専攻
    - 教員の研究分野[34]：大気循環環境論、水循環持続論、土壌環境持続論、微生物機能循環論、生物資源持続循環論、有機地球化学、多様性・保全生態学、生態系生態学、予防環境医学、生命倫理学、文化生態共生論、都市環境景観創成学、環境社会経済政策論、生態環境解析評価論、総合流域管理論、土壌環境保全学、文化・社会・生態共生論、食薬資源環境学、植物代謝生理学、環境防災学、地域大気汚染学[注 87]、地域環境保健学[注 87]

  - 先端農業技術科学専攻（独立連携専攻）[注 88]
    - 教員の研究分野[35]：フィールドインフォマティクス研究分野[注 89]、生産・管理システム研究分野[注 90]、家畜生産機能制御研究分野[注 91]、作物ゲノム育種研究分野[注 92]、果樹ゲノム育種研究分野[注 93]、花き新育種資源作出・利用研究分野[注 94]
- 5年一貫制博士課程
  - 環境バイオマス共生学専攻[注 95]
    - 教員の研究分野[35]：環境藻類、光合成代謝制御、環境植物生理、環境分子微生物、水循環資源、水環境

人間総合科学研究科
- 修士課程
  - フロンティア医科学専攻
    - コース
      - 医科学コース[注 96]
      - 公衆衛生学コース[注 97]
      - ヒューマン・ケア科学コース[注 98]

    - 研究指導グループ
      - 基礎医学関連[注 99]
解剖学・発生学、神経生物学、診断病理学、実験病理学、腎血管病理学、システム神経科学、認知行動神経科学、神経生理学、行動神経科学、生化学・分子細胞生物学、生化学・遺伝子制御学、生理化学、分子神経生物学、分子ウイルス学、免疫学、遺伝医学、実験動物学、再生幹細胞生物学、幹細胞制御学、分子遺伝疫学、医学物理学、放射線生物学、分子生物学、発生遺伝学、発生生物学、生体機能材料学、環境生物学、神経科学、分子発生生物学、微生物学、麻酔科学、睡眠学習学、システムズ睡眠生物学、「創薬科学、有機化学」、分子遺伝学(理化学研究所と連携)、糖鎖生物学(産業技術総合研究所と連携）、血管マトリックス生物学
      - 臨床医学関連[注 100]
呼吸器内科学、呼吸器・感染症学、老年呼吸器病学、消化器・内科学、腎臓内科学、代謝内分泌学、血液学、「内科学・リウマチ学、臨床免疫学」、脳神経外科学、神経内科学、「胎児発生学、小児発育学」、消化器外科学、整形外科学、呼吸器外科学、泌尿器科学、聴覚平衡機能制御医学、小児外科学、臨床検査医学、放射線診断学、臨床薬剤学、臨床研究地域イノベーシション学、地域医療教育学、放射線腫瘍学、循環器内科学、顎顔面口腔外科学、眼科学、救急・集中治療学、睡眠医学、スポーツ医学、生体材料・再生医工学（物質・材料研究機構と連携）
      - 公衆衛生学、ヒューマン・ケア科学関連[注 101]
疫学、法医学、産業精神医学・宇宙医学、保健医療政策学・医療経済学、社会精神保健学、ヘルスサービスリサーチ、高齢者ケアリング学、国際社会医学、国際発達ケア:エンパワメント科学、生活支援学

  - スポーツ健康システム・マネジメント専攻（夜間開講）
    - スポーツプロモーションコース
領域[36]：スポーツプロモーション領域、スポーツマネジメント領域
    - ヘルスプロモーションコース
領域[36]：ヘルスプロモーション領域、ストレスマネジメント領域
- 博士前期課程
  - 教育学専攻
    - 教員の専門研究分野[37]：日本教育史、生涯学習・社会教育学、教育制度学、比較・国際教育学、教育行政学、学校経営学、カリキュラム、教育方法学、道徳教育学、キャリア教育学、社会科教育学、人文科教育学、数学教育学、理科教育学、共生教育学（教育社会学）、共生教育学（教育臨床学）

  - 心理専攻
    - 心理基礎コース
      - 教員の研究分野[37]：知覚・認知心理学、教育・発達心理学、社会心理学

    - 心理臨床コース
      - 教員の研究分野[37]：発達臨床心理学、臨床心理学

  - 障害科学専攻
    - コース[38]
      - 特別支援教育学コース
      - 障害支援学コース

    - 教員の研究分野[37]
視覚障害学、聴覚障害学、知的・発達・行動障害学、運動・健康障害学、音声・言語障害学、障害原理論、障害福祉学、理療教育学

  - 生涯発達専攻（夜間開講）
    - カウンセリングコース
    - リハビリテーションコース

  - 感性認知脳科学専攻
教員の研究領域[39]：感性科学[注 102]、行動科学、神経科学[注 102]
  - 看護科学専攻
研究領域[40]：実践看護学、健康システム看護学
  - 体育学専攻
    - コース[41]
      - スポーツ文化・経営政策コース
      - 健康・スポーツ教育コース
      - ヘルスフィットネスコース
      - アスレティックコンディショニングコース
      - コーチングコース

    - 研究領域[42][注 103]
      - 体育・スポーツ学分野
研究領域：体育スポーツ哲学、体育史・スポーツ人類学、スポーツ社会学、武道学、体育・スポーツ経営学、スポーツ政策学、スポーツ産業学、体育科教育学、アダプテッド体育・スポーツ学、体育心理学
      - 健康体力学分野
研究領域：健康教育学、環境保健学、運動生理学、運動生化学、運動栄養学、体力学、健康増進学、体育測定評価学、内科系スポーツ医学、外科系スポーツ医学、スポーツバイオメカニクス、応用解剖学
      - コーチング学分野
研究領域：コーチング論・トレーニング学、スポーツ運動学、体操コーチング論、体操競技コーチング論、陸上競技コーチング論、水泳競技コーチング論、バレーボールコーチング論、バスケットボールコーチング論、ハンドボールコーチング論、サッカーコーチング論、ラグビーコーチング論、ラケットバットスポーツコーチング論、柔道コーチング論、剣道コーチング論、野外運動論、舞踊論
      - 外国語

  - 芸術専攻[注 104]
    - 芸術領域群
領域[42]：美術史、芸術支援、洋画、日本画、彫塑、書
    - デザイン領域群
領域[42]：構成、総合造形、クラフト、ビジュアルデザイン、情報デザイン、プロダクトデザイン、環境デザイン、建築デザイン

  - 世界遺産専攻
専門分野[39][注 105]：国際遺産学、文化遺産の評価と保存、遺産のマネジメントとプランニング
- 博士後期課程
  - 教育基礎学専攻[注 106]
教員の研究分野[43]：日本教育史、生涯学習・社会教育学、教育制度学、比較・国際教育学、教育行政学、学校経営学、キャリア教育学、教育組織開発論、教育社会学
  - 学校教育学専攻
    - 教育内容方法学分野
教員の専門研究領域[44]：カリキュラム、教育方法学、道徳教育学、キャリア教育学
    - 教科教育学分野
教員の専門研究領域[44]：社会科教育学、人文科教育学、数学教育学、理科教育学

  - 心理学専攻[注 107]
教員の研究分野[43]：知覚・認知心理学、教育・発達心理学、社会心理学
  - 障害科学専攻
教員の研究分野[43]：視覚障害学、聴覚障害学、知的・発達・行動障害学、健康・運動障害学、音声・言語障害学、障害原理論、障害福祉学、理療教育学
  - 生涯発達科学専攻（夜間開講）
  - 感性認知脳科学専攻
教員の研究分野[45]：感性情報学、感性デザイン学、比較認知科学、行動神経科学、精神機能障害学、システム脳科学、神経分子機能学、感性人間工学[注 79]、脳型情報処理機構学[注 79]
  - 看護科学専攻[注 108]
  - 体育科学専攻
研究分野[46]：体育・スポーツ文化系、スポーツ経営・政策系、体育・スポーツ教育系、運動生命科学系、健康体力系、運動・コーチング科学系
  - 芸術専攻
研究領域[47]：芸術学、デザイン学
  - 世界文化遺産学専攻
教育研究領域[48]：政策・行政、自然保護、遺産整備、美術、景観、保存科学、観光・計画、保存哲学、建築
- 3年制博士課程
  - ヒューマン・ケア科学専攻[注 109]
教員の研究分野[49]：共生教育学、発達臨床心理学、臨床心理学、生活支援学、高齢者ケアリング学、健康社会学・ストレスマネジメント、社会精神保健学、福祉医療学、保健医療政策学、ヘルスサービスリサーチ
  - スポーツ医学専攻
教員の研究分野[50]：スポーツ医科学基礎論、生涯スポーツ医学、競技スポーツ医学、健康スポーツ医学
  - コーチング学専攻
    - 一般コーチング学領域
教育研究分野[51]：コーチング原論、トレーニング学、スポーツ運動学
    - 個別コーチング学領域
教育研究分野[51]：コーチング学I（個人）、コーチング学II（球技）、コーチング学III（武道）
- 4年制博士課程
  - 生命システム医学専攻
    - 研究分野[52]
      - 分子医科学
分子細胞生理学、分子生物腫瘍学、生理化学、分子神経生物学、解剖学・発生学
      - システム統計医学
モデル動物学、実験病理学、がんシグナル[注 110]、診断病理学、腎・血管病理学、免疫制御医学、再生医学・幹細胞生物学、感染生物学、微生物学、寄生虫分子生物学、神経生理学、認知行動神経科学、医学物理学、放射線生物学、医工学、血管生物学
      - ゲノム環境医学
分子遺伝疫学・社会健康医学、遺伝医学、環境医学、分子発生生物学、法医学
      - 睡眠医科学
「分子薬理学、機能神経解剖学」[注 111]、「創薬科学、有機化学」、「生化学、ケミカルバイオロジー、行動神経科学」、睡眠学習学、システムズ睡眠生物学、分子睡眠生物学[注 112]
      - 連携大学院方式
ゲノム機能学[注 66]、国際医療学[注 113]、医学ウイルス学[注 114]、蛋白質代謝学[注 115]

  - 疾患制御医学専攻
    - 研究分野[52]
      - 臨床病態解明学
放射線診断学、放射線腫瘍学、精神神経医学、災害精神支援学、麻酔・蘇生学、救急・集中治療医学、臨床薬剤学、地域医療教育学、臨床試験・臨床疫学、臨床研究地域イノベーション学、
      - 臨床外科学
消化器外科学、心臓血管外科学、整形外科学、呼吸器外科学、小児外科学、腎泌尿器外科学、形成外科学、乳腺内分泌外科学、婦人周産期医学、脳神経外科学、眼科学、耳鼻咽喉科学、顎口腔外科学
      - 臨床内科学
消化器内科学、循環器内科学、呼吸器内科学、神経内科学、腎臓内科学、血液内科学、膠原病内科学、代謝・内分泌制御医学、臨床検査学、皮膚科学、小児内科学、感染症学、臨床腫瘍学
      - 社会医学
保健医療政策学・医療経済学、ヘルスサービスリサーチ、社会精神保健学
      - 連携大学院方式
創薬トランスレーショナルサイエンス[注 116]、生体分子機能学[注 79]、分子創薬学[注 117]、生体材料・再生医工学[注 118]、医薬品・医療機器審査科学[注 119]

図書館情報メディア研究科（博士前期課程・博士後期課程）
- 図書館情報メディア専攻[注 120]
  - 博士前期課程のプログラム[53]
    -       - 情報学修士プログラム
      - 図書館情報学修士プログラム
      - 図書館情報学英語プログラム（留学生を対象に英語で授業を行う)
      - 図書館情報学キャリアアッププログラム(社会人を対象）

##### 社会人大学院
筑波大学の社会人大学院は、ビジネス科学研究科（GSBS）の3課程5専攻と人間総合科学研究科2課程4専攻を有している。
ビジネス科学研究科（夜間開講）
- 博士前期課程
  - 経営システム科学専攻【取得学位：修士（経営学 (MBA) または経営システム科学）】
  - 企業法学専攻【取得学位：修士（法学）】
- 博士後期課程
  - 企業科学専攻
    - システムズ・マネジメントコース【取得学位：博士（経営学）または博士（システムズ・マネジメント）】
    - 企業法コース【取得学位：博士（法学）】
- 専門職大学院
  - 国際経営プロフェッショナル専攻【取得学位：国際経営修士（専門職）】
  - 法曹専攻（法科大学院）【取得学位：法務博士（専門職）】

特徴
- ビジネス科学研究科の5専攻のうち、博士前期課程の専攻である、経営システム科学専攻 (GSSM)、企業法学専攻の2専攻と、博士後期課程の企業科学専攻は、都心に勤務する社会人が仕事を続けながら教育を受けられる夜間開講型の大学院である。これらの専攻では、従来からの大学院が授与する修士・博士の学位が与えられる。専門職大学院である国際経営プロフェッショナル専攻と法曹専攻（法科大学院）では、2003年の学校教育法改正で新たに創設された専門職学位（第三の学位）が授与される。
- 経営システム科学専攻は、1989年に設置された国立大学の社会人経営学修士（MBA）教育の草分け的存在として知られている。関係者の間では同専攻の英語名称の頭文字をとって「GSSM」と呼ばれることが多い。同専攻の修了生には、修了後にベンチャー起業家と大学教授に転身する人が多いという特徴がある。日本経済新聞社と日経HRが共同で行った「通いたいMBA大学院ランキング」（調査期間：2012年5月28日〜6月5日）では、ビジネス化学研究科 経営システム科学専攻が東日本の部で第10位にランクインしており、高い人気を博している[54]。また、実際に学んでいた学生を対象にした「国内MBA学生満足度ランキング」（日経HR調査／調査期間：2009年7月〜8月）では同専攻が第19位にランクイン。長く通用する理論を学ぶ授業の多さ、講師との密なコミュニケーション、適正な学費が高く評価されている[55]。

人間総合科学研究科
- 博士前期課程
  - 生涯発達専攻
    - カウンセリングコース【取得学位：修士（カウンセリング）】
    - リハビリテーションコース【取得学位：修士（リハビリテーション）】
- 修士課程
  - スポーツ健康システム・マネジメント専攻【取得学位：修士（体育学）または修士（保健学）】
- 博士後期課程
  - 生涯発達科学専攻【取得学位：博士（生涯発達科学）または博士（カウンセリング科学）または博士（リハビリテーション科学）】
- 3年制博士課程
  - スポーツウエルネス学位プログラム（2016年4月より）

特徴
- 人間総合科学研究科生涯発達専攻博士前期課程（カウンセリングコース、リハビリテーションコース）、同研究科生涯発達科学専攻博士後期課程、同研究科スポーツ健康システム・マネジメント専攻修士課程は、研究科としては筑波キャンパスに設置された全日制の大学院であるが、これらの3専攻のみが、夜間開講の社会人大学院として、東京キャンパス大塚地区に設置されている。

##### グローバル教育院
大学、または大学院課程で分野を横断する学位プログラム等の実施、運営を行うことを目的として、2011年12月に設置した。
- ヒューマンバイオロジー学位プログラム
2011年度に、文部科学省の「博士課程教育リーディングプログラム」に採択された。5年一貫の学位プログラムで、「人間生物学」の博士学位を取得できる。教育・研究には、医学医療系、生命環境系、システム情報系、数理物質系の教員があたるほか、企業や海外大学など外部からも教員を招いている。また、入試はボン、北京、タシケント、ホーチミン市、ダラス、チュニスでも実施している。
- エンパワーメント情報学プログラム 
2013年度に、「博士課程教育リーディングプログラム」に採択された。「人間情報学」の学位が取得できる。学生の受け入れは2014年4月から。

### 研究組織（教員組織）
教員組織としての「系」が2011年10月に導入された。2024年度時点で11の「系」があり、各教員は原則として、このいずれかの「系」に属する。

#### 系
- 人文社会系
- ビジネスサイエンス系
- 数理物質系
  - 数学域
  - 物理学域
  - 化学域
  - 物理工学域
  - 物質工学域
- システム情報系
  - 社会工学域
  - 情報工学域
  - 知能機能工学域
  - 構造エネルギー工学域
- 生命環境系

- 人間系
  - 教育学域
  - 心理学域
  - 障害科学域
- 体育系
- 芸術系
- 医学医療系
  - 生命医科学域
  - 臨床医学域
  - 保健医療学域
- 図書館情報メディア系

#### 学系
「系」の設置以前は教員研究組織として「学系」が設置されていたが、実際には教員は大学院研究科に所属していた。「学系」の役割は失われており、2012年3月をもって廃止となった。

## 研究活動の特徴

### プログラム

#### 21世紀COEプログラム
採択4件
- 2002年度
生命科学
複合生物系応答機構の解析と農学的高度利用
化学・材料科学
未来型機能を創出する学際物質科学の推進
学際・複合・新領域
健康・スポーツ科学研究の推進
- 2003年度
学際・複合・新領域
こころを解明する感性科学の推進

#### グローバルCOEプログラム
採択1件
- 2007年度
情報・電気・電子
サイバニクス：人・機械・情報系の融合複合

#### 文部科学省 先導的ITスペシャリスト育成推進プログラム

##### 高度IT人材育成のための実践的ソフトウェア開発専修プログラム
システム情報工学研究科コンピュータサイエンス専攻は、2006年9月に文部科学省の先導的ITスペシャリスト育成推進プログラムの採択を受け、プロジェクトを発足している。

### スポーツ・アカデミー形成支援事業
2020年東京オリンピック・パラリンピック競技大会に向けて、文部科学省が実施する「スポーツ・アカデミー形成支援事業」の委託先大学（Aタイプ）に採択された。オリンピズムの普及とスポーツ医科学研究の推進を図るため、同じく採択を受けた鹿屋体育大学および日本体育大学と連携し、各国の体育・スポーツ系大学とのネットワーク構築を目指している。

### 経団連 高度情報通信人材育成に係る重点協力拠点
システム情報工学研究科は、2006年4月に日本経済団体連合会（経団連）の高度情報通信人材育成部会から「高度情報通信人材育成に係る重点協力拠点」認定を受けている。

### APECプロジェクト
アジア太平洋経済協力（APEC）人材養成部門研究プロジェクトを、タイのコンケン大学と共同提案し、APEC域内各国と数学及び科学,情報に関する研究開発を推進している。

### 東南アジア教育大臣機構（SEAMEO）とのプロジェクト
国内唯一の東南アジア教育大臣機構（Southeast Asia Ministers of Education Organization）提携機関として、本部事務局（タイ）並びに27センター（東南アジア域内各国）と教育改革を推進する研究開発諸プロジェクトを協働推進し、年次会合、国際共修交換実習、オンライン授業などを実施している
。

## 附属機関

### 附属図書館

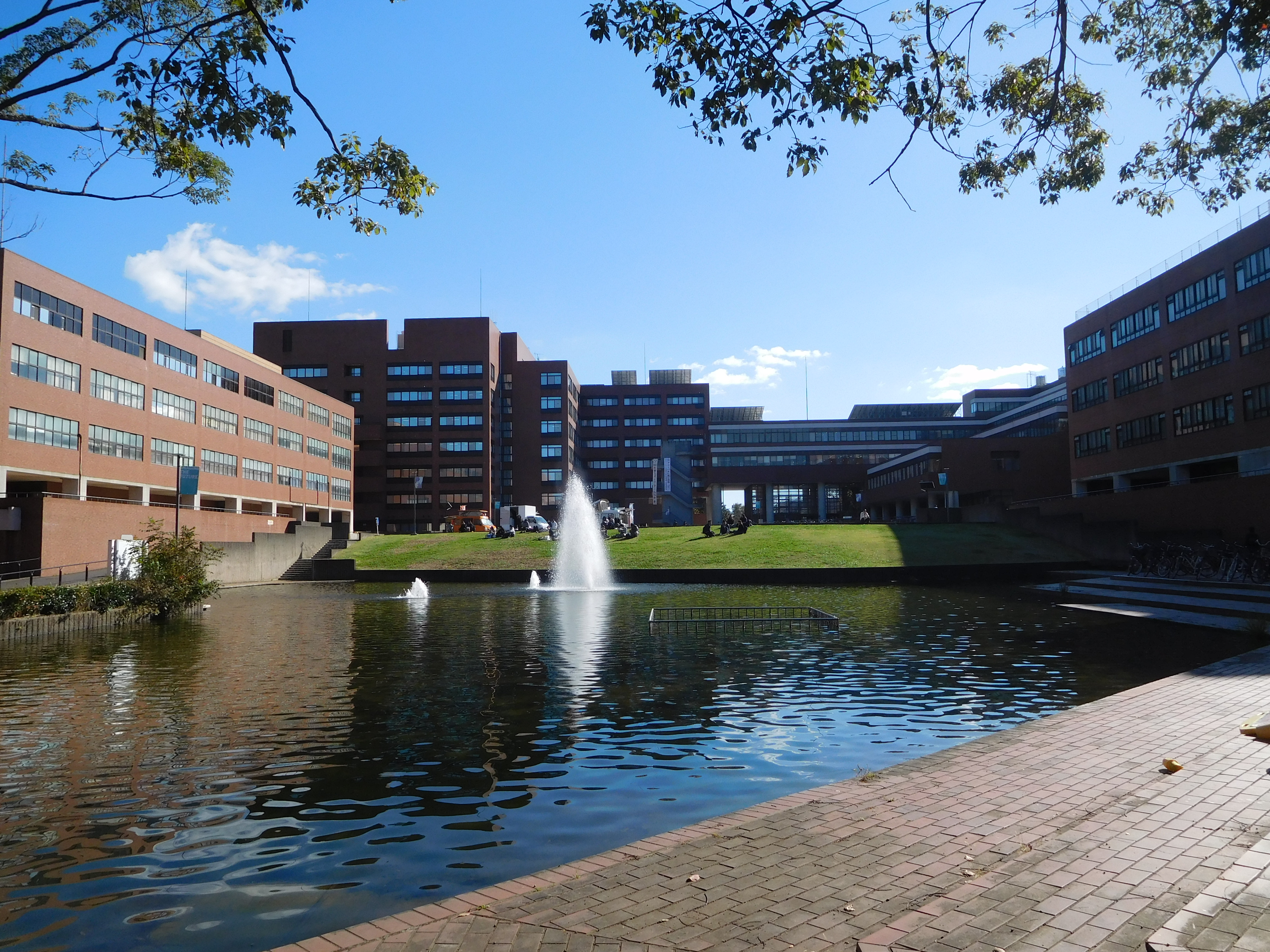
第3エリアから中央図書館を望む

筑波キャンパスの図書館は中央・体芸・医学・図書館情報学の4館に分かれる。日本の大学図書館としては珍しい全面開架方式を採っており、貴重書などを除いて利用者が本を自由に手に取ることができる。さらに学生・教職員ならば全ての図書館を自由に利用でき、学外者も所定の手続きを取れば利用可能としている。延べ入館者数は年間100万人を超える。
中央図書館の蔵書数は約176万冊で、文理を問わず幅広い分野の本を揃える。体芸・医学・図書館情報学の各図書館は、各分野に特化した蔵書が主であり、蔵書数は各館とも20万冊前後である。
上記4館のほか、東京キャンパスに大塚図書館がある。

### 附属学校
附属学校は11校あり、附属学校教育局が統括している。また、前身である東京教育大学閉学の際には、大学本体のみが茨城県つくば市へ移転し、各附属学校は元の場所に残された。
- 附属小学校（男女共学）：東京都文京区
- 附属中学校・高等学校（男女共学）：東京都文京区
- 附属駒場中学校・高等学校（男子校）：東京都世田谷区
- 附属坂戸高等学校（男女共学）：埼玉県坂戸市
- 附属視覚特別支援学校（盲学校）：東京都文京区
- 附属聴覚特別支援学校（聾学校）：千葉県市川市
- 附属大塚特別支援学校（知的障害）：東京都文京区
- 附属桐が丘特別支援学校（肢体不自由）：東京都板橋区
- 附属久里浜特別支援学校（知的障害、自閉症）：神奈川県横須賀市

附属学校も変遷を経ており、東京師範学校の創立直後に附属小学校が、その後1888年に旧制中学校として附属中学校・高等学校が創立。戦後に東京農業教育専門学校の附属学校として附属駒場中学校・高等学校が創立された他、別の国立学校だった東京盲学校・東京聾唖学校から盲学校とろう学校が、地元自治体により創立され提携関係となっていた坂戸高等学校が移管。その後都内の身体障害者施設への教員派遣をきっかけに桐が丘養護学校が、明治末期から設置されていた附属小学校と中学校の特殊学級から分割する形で大塚養護学校が創立された。さらに、平成16年4月1日の国立学校設置法などの廃止と国立大学法人法などの施行に伴う法改正で、従来別の国立学校だった久里浜養護学校が筑波大学に移管されて附属校となった。平成19年4月1日の文部科学省令の改正により、附属養護学校は附属特別支援学校となり、特別支援学校に包含された盲学校・ろう学校はそれぞれ「視覚特別支援学校」「聴覚特別支援学校」へと名称を変更した。
なお、筑波大学の同窓会である茗渓会は、茨城県つくば市に茗溪学園中学校・高等学校を運営している。同校は茗渓会設立100周年の記念事業として、また附属校が筑波研究学園都市に移転できなかった事情もあり、同地に創立された。

### 全国共同教育研究施設
（この節の主要な出典）
- 計算科学研究センター
- プラズマ研究センター
- 下田臨海実験センター
- 遺伝子実験センター

### 学内共同教育研究施設

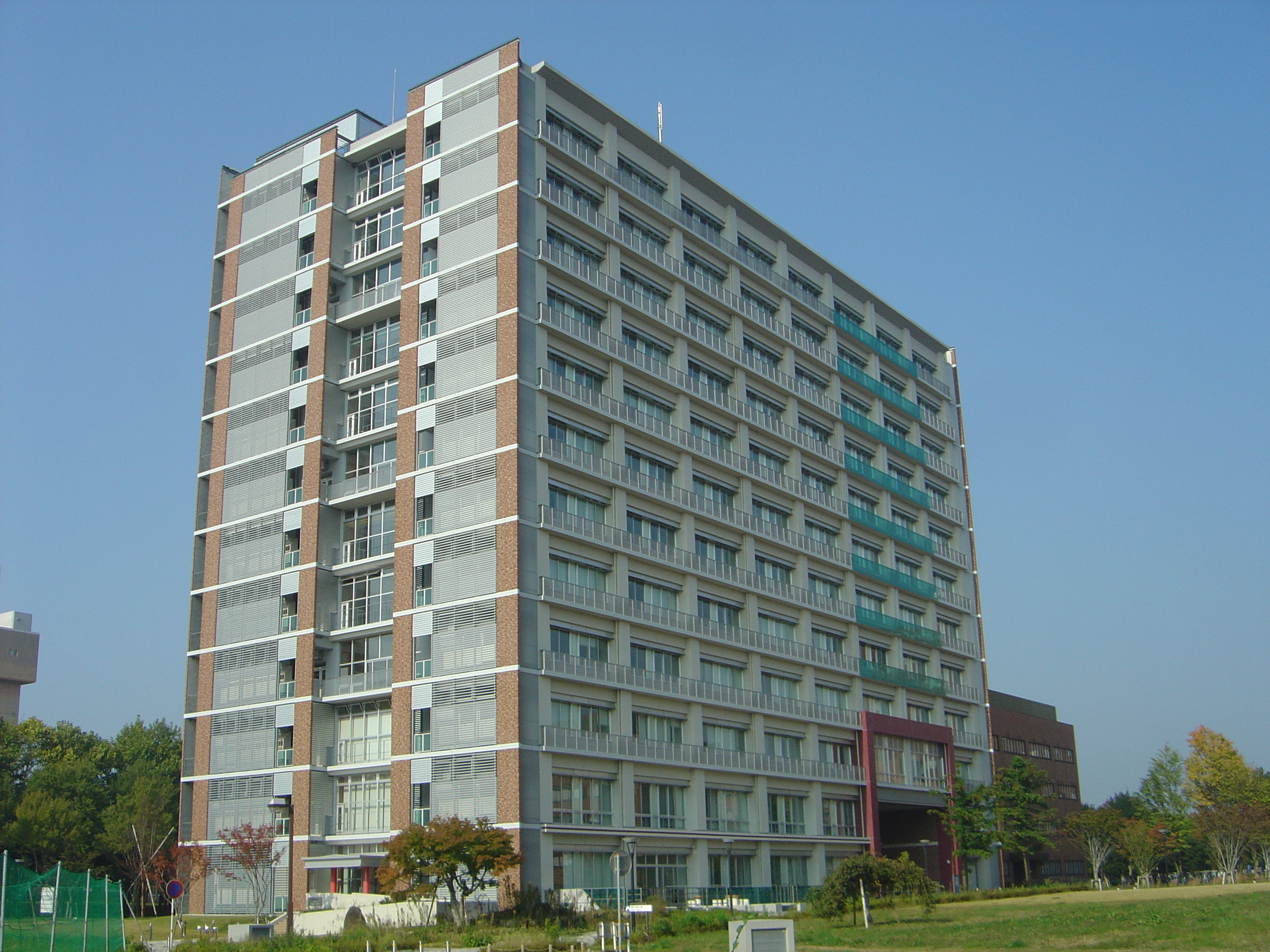
総合研究棟B。教員のオフィスや大学院の研究室などのほかTIMSセンターが所在している。

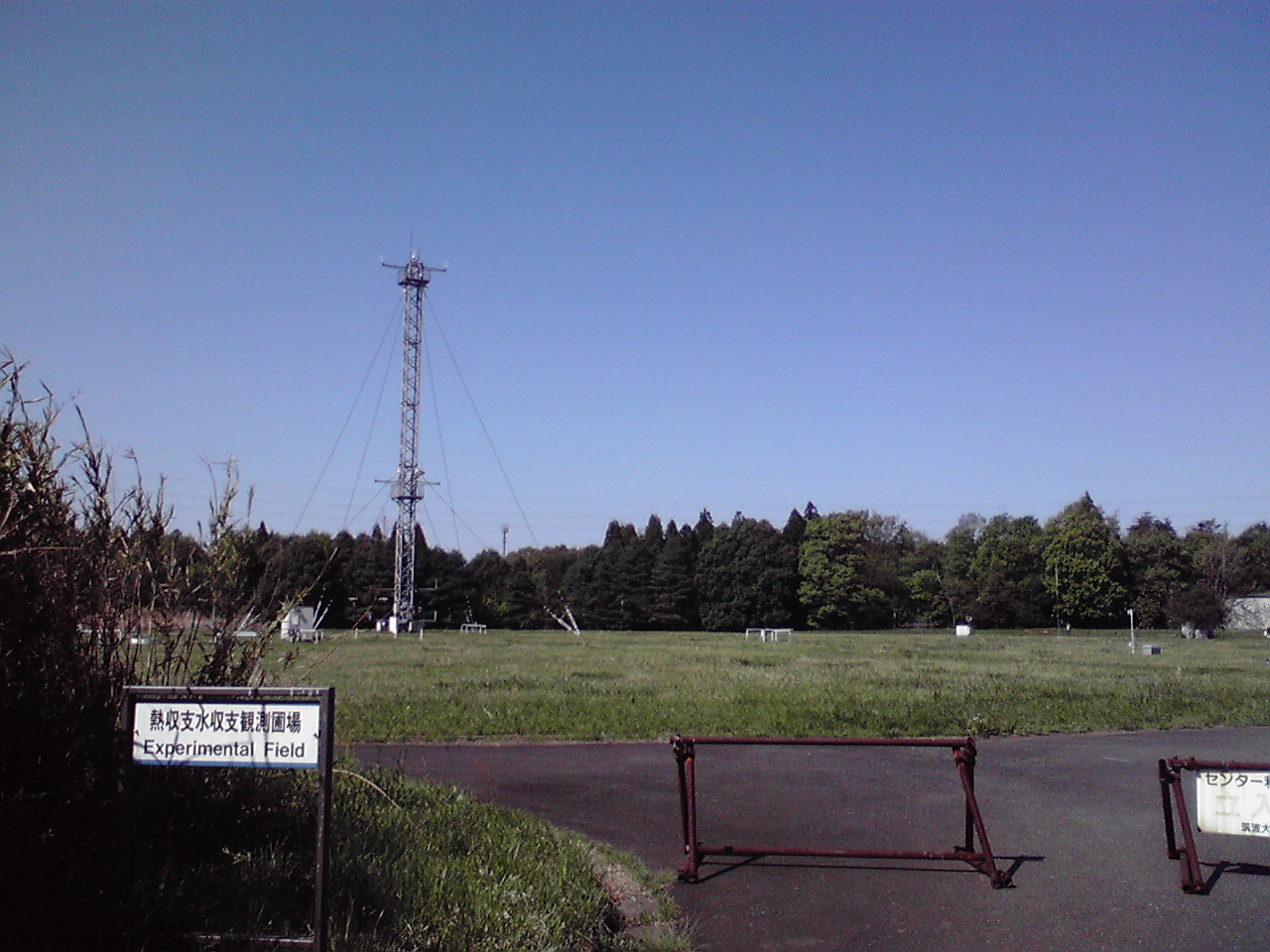
アイソトープ環境動態研究センター環境動態予測部門の熱収支・水収支観測圃場。観測されたデータは同部門の公式サイトで公開されている。

（この節の主要な出典）
- 生存ダイナミクス研究センター
- 外国語センター
- 体育センター
- 留学生センター
- アドミッションセンター
- 北アフリカ研究センター[注 121]
- 学術情報メディアセンター
- 研究基盤総合センター[注 122]
- サイバニクス研究センター
- アイソトープ環境動態研究センター[注 123]
- 保健管理センター

### 部局附属教育研究施設
（この節の主要な出典）
- ビジネスサイエンス系
  - 大学研究センター
- 数理物質系
  - 学際物質科学研究センター[注 124]
- 生命環境系
  - つくば機能植物イノベーション研究センター（T-PIRC農場。農林技術センターと遺伝子実験センターを2017年度に統合）[64]
  - 山岳科学センター（菅平高原実験センターと各演習林・実験林を統合））[14]
- 人間系
  - 教育開発国際協力研究センター[注 125]
- 医学医療系
  - 生命科学動物資源センター[注 126]
  - 次世代医療研究開発・教育統合センター（CREIL）
- 図書館情報メディア系
  - 知的コミュニティ基盤研究センター
- 附属病院
  - 陽子線医学利用研究センター
- 附属学校教育局
  - 特別支援教育研究センター

### その他の施設
- 筑波大学理療科教員養成施設

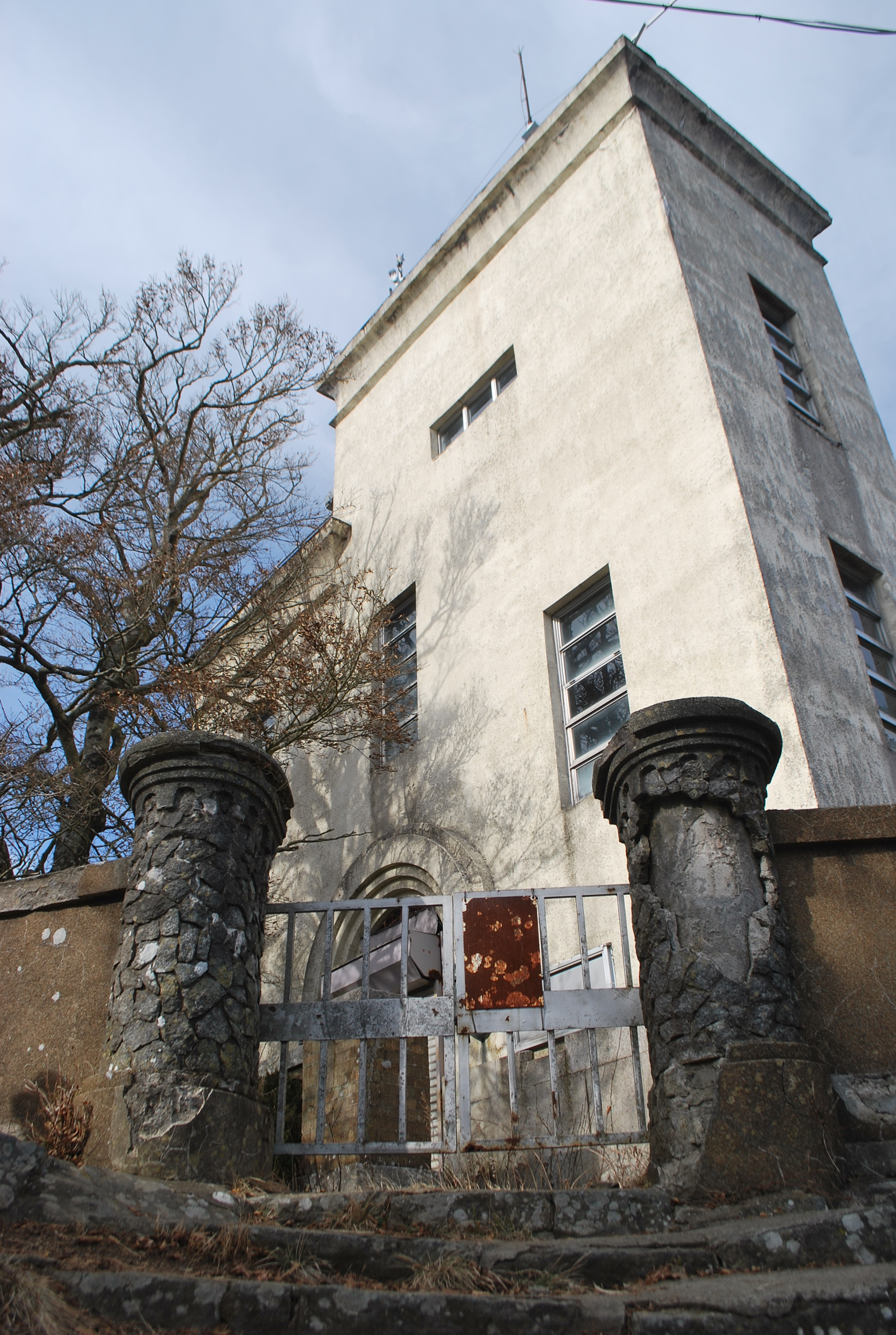
筑波山神社・筑波大学計算科学研究センター共同気象観測所

- 心理・心身障害教育相談室（筑波キャンパス）
- 心理・発達教育相談室（筑波キャンパス）
- ベンチャー・ビジネス・ラボラトリー
- TLO(株)筑波リエゾン研究所
- 筑波山神社・筑波大学計算科学研究センター共同気象観測所
- 国際統合睡眠医科学研究機構
- 筑波大学ボンオフィス [65]

## 学生生活

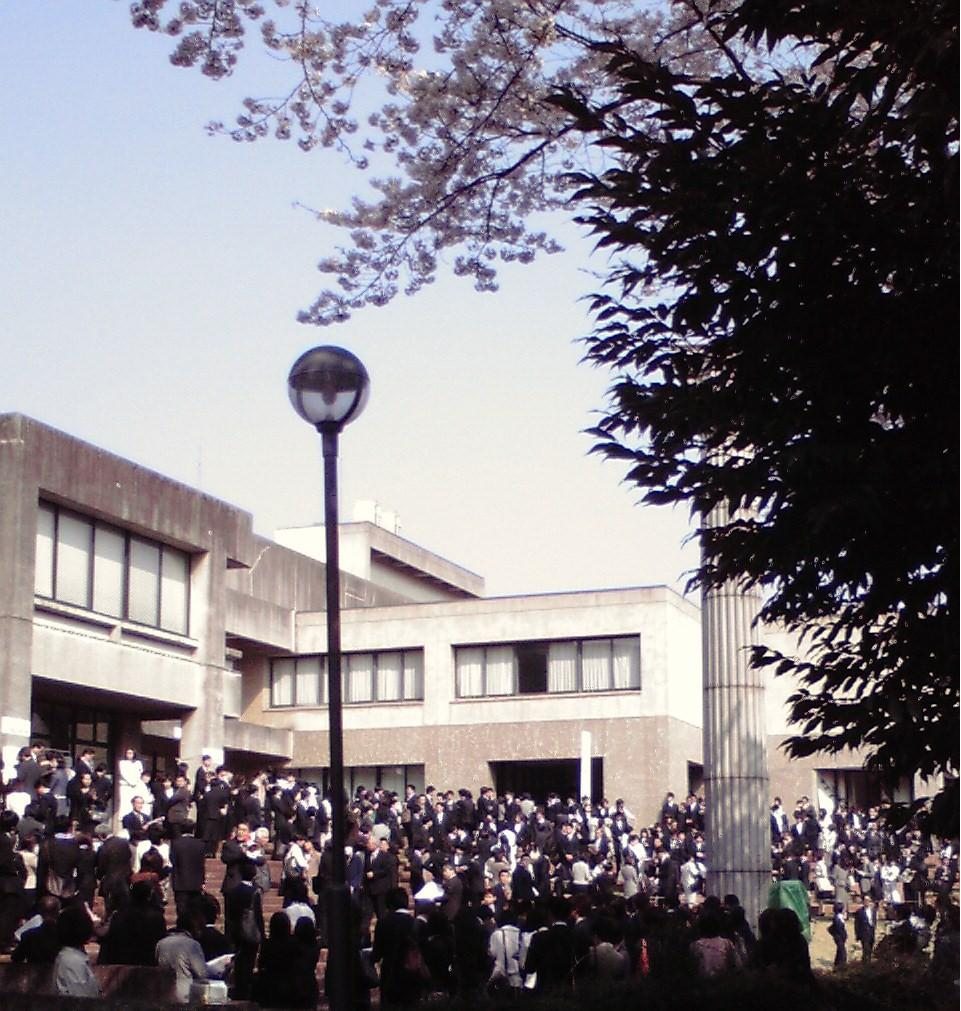
2009年度入学式に集う学生

### 学生自治
筑波大学には、
- 全学学類・専門学群・総合学域群代表者会議（通称：全代会、全学レベル）
- クラス代表者会議（通称：クラ代会、学群・学類レベル）

という大学公認の学生組織があり、一般的な大学での自治会の代替的組織として学生の大学生活面における諸問題について、大学側と折衝を行っている。

### サークル
筑波大学には、サークルの登録制度があり、課外活動団体（大学公式サークル）、一般学生団体（大学登録サークル）、その他の団体（大学非登録サークル、草サークル）の3段階に分けられる。
課外活動団体は大学教員を顧問とし、代表および副代表を置き、3系と称される文化系サークル連合会（文サ）・体育会・芸術系サークル連合会（芸サ）の3団体のうち、いずれかの団体の審査を受けて正式加盟していることが、団体として認定される必須条件となっており、紫峰会からの活動援助金支給・大学からの物品支給・サークル活動場所（ミーティングスペースや荷物置き場）の提供・施設予約の優先などの権利が与えられる。
一般学生団体は大学教員を顧問とし、代表及び副代表をおくことが、登録においての必須条件となっている。
体育系の団体は主に体育系サークル館を、文化系・芸術系のサークルは文化系サークル館を中心にスペースを持ち活動している。
4月の入学式後には、新歓祭と呼ばれる、新入生歓迎とサークル勧誘を目的としたイベントが第1エリアを会場として行われている。
旧図書館情報大学のサークルは、統合後の部員減少により、その多くが解散・統合した。残っているサークルは文サ・芸サの所属により課外活動団体としての存続、もしくは一般学生団体として存続するなどしており、今でも春日地区において活動を続けている。

#### 課外活動団体
- 文化系サークル連合会（通称「文サ連」）
- 体育会
  - 蹴球部、硬式野球部、柔道部、ラグビー部、剣道部、バレーボール部、ソフトボール部など多数の部活から構成される。

医学系の学生を主な対象とした医学支部も設置されている。
ダンス部は国立大学屈強の一つであり、全日本高校・大学ダンスフェスティバルでは文部科学大臣賞（優勝）を平成13年から平成19年にかけて5度受賞している。剣道部は私立の体育(スポーツ科学)系学部学科を設置する大学と対等に勝負できる実力があり、全国大会の常連であり、優勝経験もある。
- 芸術系サークル連合会（通称：芸サ連）
  - 定期的に毎年、「つくば芸術祭」というイベントを主催しており、20年以上の歴史がある。
  - アカペラサークル「Doo-wop」からは RAG FAIR のボイスパーカッションである奥村政佳（おっくん）を輩出している。
  - 津軽三味線倶楽部「無絃塾」は名取（プロ）を何名も輩出している。学生サークルで愛知万博に唯一参加したサークルであり、台湾など海外への公演も行った。
  - 「THK筑波放送協会」は、NHK全国大学放送コンテストで好成績を収めており、卒業生には声優やアナウンサーもいる。
  - 加藤幹郎（映画学）は、在学中に映像制作団体TET（のちの ViCC）で映像作品『ブリコラージュ』を監督している。
- その他
  - 珍しいサークルとして、ダブルダッチサークル「Purplume」（パープルーム）がある。
  - 非公式のeスポーツサークルとして、スプラトゥーンサークル「Tsuquid」がある。

### 学園祭

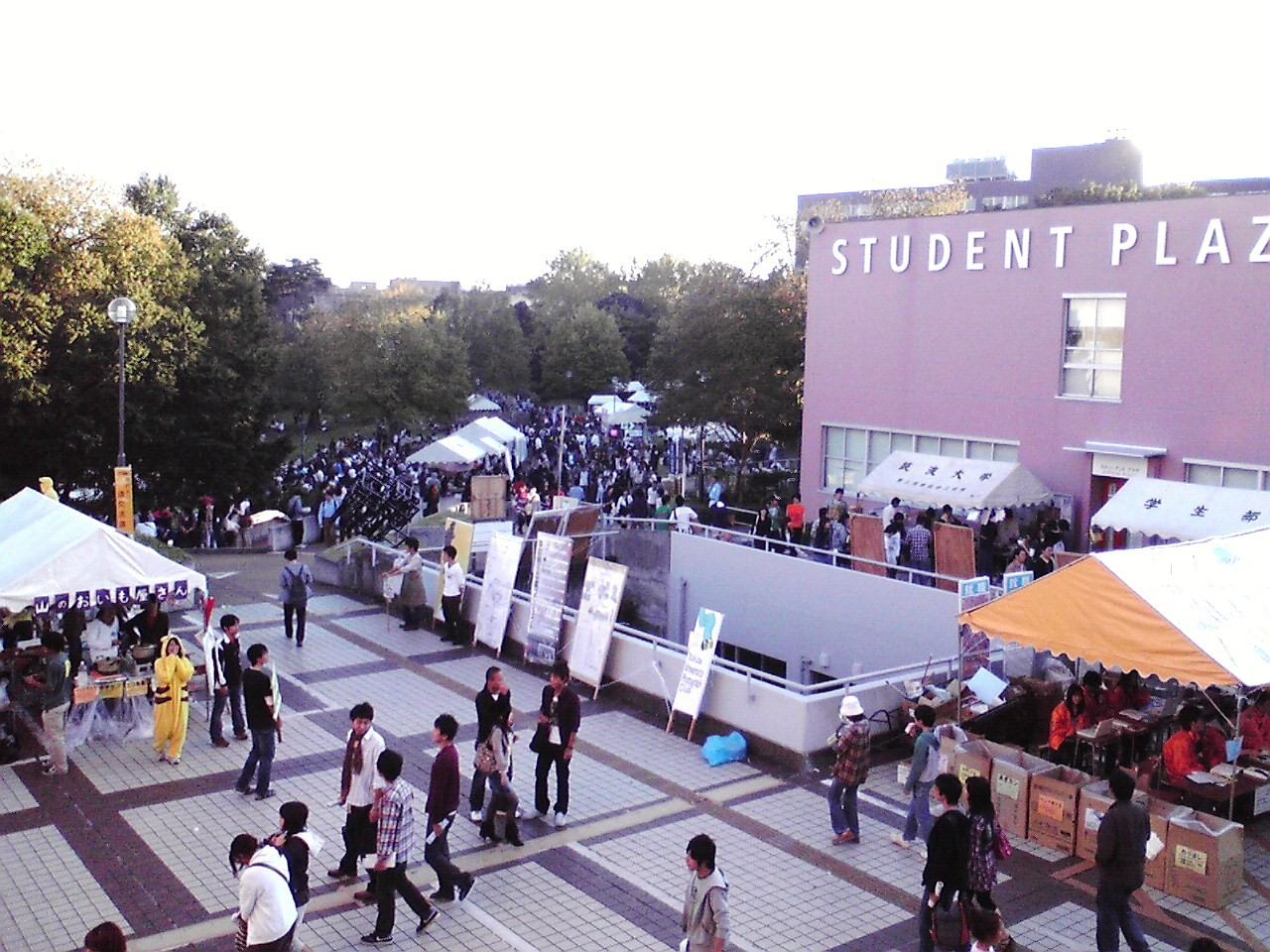
雙峰祭（2009年10月、第1エリア）

筑波大学には、毎年11月の金・土・日曜日に筑波キャンパスの体芸棟から第2・第3エリアまでを使って行われる「雙峰祭」（そうほうさい）という名称の学園祭が存在する。模擬店祭と揶揄されることがあるほどの模擬店数（特に飲食関係）が特徴であるが、2001年より学内の研究成果の公開を目的とした学術研究企画が始まった。中でも、そのきっかけとなった「MRIによる骨粗鬆症診断」は、ユニークな企画として大変な人気となっている。なお、学園祭の運営は、全学学類・専門学群代表者会議の下部組織である、学園祭実行委員会によって行われているが、過去には学生側と大学側が衝突する事態も発生し、1980年と1984年の2回、大学側によって中止が決定された。
その他に、「やどかり祭」（宿舎祭）という、毎年5月末の金・土に平砂宿舎地区を使って行われる祭が存在する。各宿舎に入居する学群1年生の多くがクラス毎に模擬店を出すのが慣例となっている。伝統的な企画としては、「ゆかコン」（ゆかたコンテスト）という有志団体による対抗パフォーマンスイベント(第39回までは学群対抗)と、各学群が製作した御輿によるイベントがある。運営は、他の組織とは独立した組織である宿舎祭実行委員会が行っている。

#### 各学群・学類内における特徴的な活動・イベント
- プログラムバグ慰霊祭（情報科学類）
情報科学類において、自ら生み出しそれを滅したということに対する免罪の意味から、プログラムバグ慰霊祭（通称「バグ祭」）というイベントが実施されている。
- 自然学類総合プロジェクト推進委員会［通称SP］（自然学類・数学類・物理学類・化学類・地球学類）
自然学類のクラス代表者会議から派生した、学類交流のための団体。学園祭の展示は恒例となっている。

#### 各学群・学類内における刊行誌
かつては多数の学類誌が存在したが、2019年現在発行されているのは以下の3誌である（いずれも情報学群）。
- WORD（情報科学類）
1979年1月26日創刊。2009年に創刊30周年を迎えた。
タイトルの由来は情報量のワードであり、Microsoft Wordからではない。
- MAST（情報メディア創成学類）
タイトルは "Media Arts, Science and Technology" の略。
2009年に新たに創刊。現存[いつ?]する学類誌としては唯一のフルカラー誌である。2015年12月からWEB版に移行した。
- MILK(知識情報・図書館学類)
タイトルは "Management Information Library Knowledge" の略。
2011年9月創刊。最も新しく創刊された学類誌。

### スポーツ
筑波大学は大学スポーツ協会 (UNIVAS) には参加していない。
- 蹴球部は、全日本大学サッカー選手権大会4度（東京教育大時代を含め8度）総理大臣杯全日本大学サッカートーナメント3度の優勝を記録している。卒業生にはJリーガーも存在している。
- 硬式野球部は、首都大学野球リーグに所属しており、1987年に秋の明治神宮野球大会にて国立大学唯一の優勝（大学日本一）を果たす。首都大学野球連盟では東海大学・日本体育大学3番目の快挙である。
- ラグビー部は関東大学ラグビー対抗戦グループに所属し、2012年は念願の対抗戦Aグループ初優勝を果たした。
- 男子バスケットボール部は、前身東京教育大学を含め全日本大学バスケットボール選手権大会（旧全日本学生選手権）に唯一全大会出場しており、国立大学唯一かつ計3回の優勝を果たしている。女子は1969年（昭和44年）に日本体育大学（通算19回優勝）が4連覇を達成して以来の記録と並ぶ4連覇（1984年昭和63年・計10回優勝）をしている強豪校である。また毎年、大学バスケットボール界の伝統の一戦で有名な日本体育大学との春の定期戦「通称日筑戦－ニッツクセン・NITTUKU BASKETBALL FESTIVAL」が行われる。筑波大学サイドからの呼称も「ツクニチセン」とは云わずポスター通り「日筑戦」である。早慶戦（定期戦）は慶応大学サイドから言えば慶早戦である。呼称において真にスポーツを愛する筑波大生の性格の大らかさが垣間見える事象である。
- 陸上競技部は、東京箱根間往復大学駅伝競走に62回出場しており、これは歴代8位で国立大学では最多である。全日本大学駅伝対校選手権大会にも5回出場。女子も全日本大学女子駅伝対校選手権大会に関東地区代表として中央大学24回日本体育大学23回に次ぐ21回の出場で、3度の優勝も経験している。
- 男子バレーボール部は、インカレ9回・東西インカレ4回の全国タイトル計13回を誇り、東海大学と並び史上2位（史上最多は中央大学の23回）である。東日本インカレも7回制している。女子バレーボール部はインカレを6回制している。東日本インカレも4回制している。
- 柔道部は1983年9月21日、全日本学生柔道連盟（学柔連）を脱退し、全日本柔道連盟（全柔連）傘下で親講道館派、学生柔道界少数派の全日本大学柔道連盟（大学柔連）設立メンバーとなる[66]。大出俊は、他の約20の参加校の柔道は強くない、と語っており[67]、筑波大学がリーダー的存在であった。1988年に学柔連と大学柔連は統合している。成績は、全日本女子選手権者を3人（薪谷翠、杉本美香、緒方亜香里）出している。学生では全日本学生優勝大会で女子が2回、男子は1回優勝し、全日本学生体重別団体優勝大会でも男子が３回、女子が2回優勝を果たしている。個人ではオリンピック2連覇を成し遂げた谷本歩実をはじめとして、五輪・世界チャンピオンも含め多数のメダリストがいる。

## 施設

### キャンパス

#### 筑波キャンパス
筑波大学のメインキャンパスである。
敷地面積が広大なことから日本の大学としては特異なキャンパス交通システムを構築している。期間有効のパスを購入することによって、学内を交通しているバスが一年間乗り降り自由となっている。

#### 東京キャンパス
東京キャンパス文京校舎は、以前は大塚キャンパス（後述の秋葉原地区設置後は東京キャンパス大塚地区）と呼ばれていた。かつての東京教育大学の跡地にあり、その一部は文京区の教育の森公園等になっているが、のちに附属小学校が存置されている。また2011年9月に放送大学との合築による文京校舎（地下1階、地上6階）が整備され、生涯学習のための拠点機能を持ったキャンパスとして位置付けられている。
文京校舎
地下鉄丸ノ内線茗荷谷駅より徒歩2分。
- 法科大学院を含む夜間社会人大学院であるビジネス科学研究科をはじめとして、人間総合科学研究科、教育研究科、経営・政策科学研究科、システム情報工学研究群[注 127]などの一部の専攻が利用しており、併せて大塚図書館が置かれている。
- 筑波大学の東京におけるサテライトキャンパス機能を担っており、また附属学校を管轄する附属学校教育局が存在している。
- 放送大学が総工費のおよそ1/4を負担しており、2階を中心に東京文京学習センター（旧：東京第二学習センター）が置かれている。

つくばエクスプレス開業に合わせる形で、秋葉原ダイビル内（14・15階）に秋葉原地区が設置されていたが、文京校舎の整備により廃止された。また文京校舎の工事期間（2010年3月より2011年8月まで）には、一時移転先として文京区小日向の旧文京区立第五中学校や、千代田区神田神保町の住友不動産一ツ橋ビルおよび住友神保町ビルの一部を利用していた。

### 学生宿舎

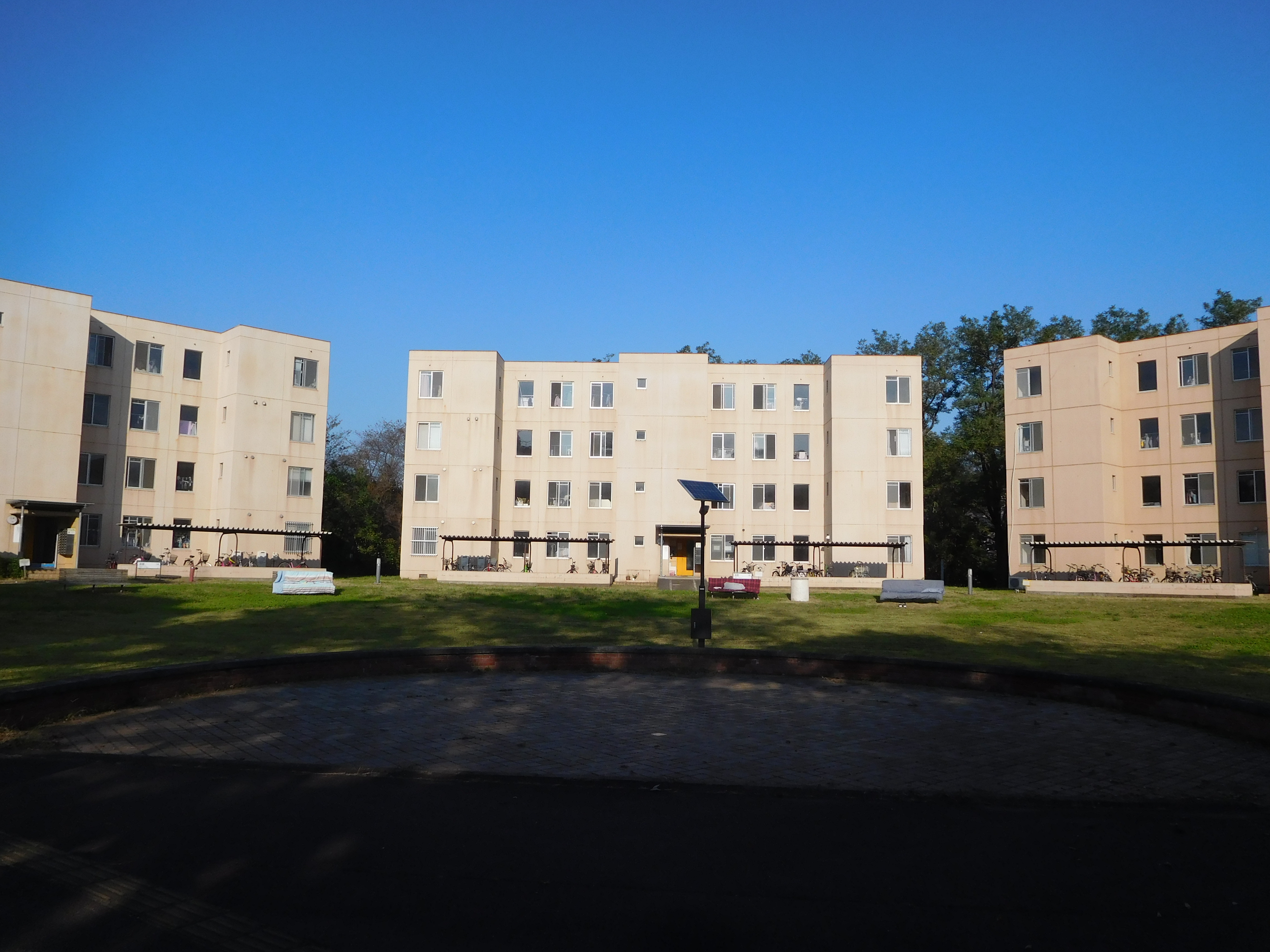
追越学生宿舎

筑波大学には以下の5つの宿舎が存在する。定員は約4000人であり、全て筑波キャンパスにある。
開学当初、民間による学生向け下宿の供給が見込めなかったことから、学生の約6割を収容できる規模で計画された。しかし、開学後に大学周辺における学生向け下宿の供給が進んだことを受け、収容する学生の割合を4割台に減少させる計画変更が行われた。以前は1年生・2年生のほぼ全員が入居したが、のちにほぼ1年生だけになった。団地のような規模であり、開学当初は贅沢すぎる学生寮としてマスコミに批判された。
2017年（平成29年）4月には平砂地区南東部にPFIを導入して、シェアハウス形式の新たな宿舎である「グローバルヴィレッジ」の運用が開始された。
- 一ノ矢宿舎
- 平砂宿舎
- 追越宿舎
- グローバルヴィレッジ
- 春日宿舎（旧図書館情報大学学生宿舎）

### 食堂・店舗等
筑波大学においては、大学が認める生協組織はないため、学内の全ての売店・食堂等は、筑波大学厚生会を通じて入居した一般の業者が営業している。
筑波キャンパスには講義棟や学生宿舎共用棟、本部棟などに約20箇所の食堂がある。一般的なカフェテリア以外にも、喫茶店やそば屋、スープレストランなどもある。2007年12月には旧第3エリア名店街がリニューアルし、フードコート形式となった。2008年3月には中央図書館内でスターバックスが営業を開始した。
店舗の数も多く、パン・弁当の出張販売が各エリアで行われているほか書店が6箇所、ATMは常陽銀行は3箇所に、ゆうちょ銀行は2箇所に、三井住友銀行(三菱UFJ銀行との共同利用対象ATM)は1箇所にある。郵便局、画材店、コンビニエンスストア、旅行代理店、大学グッズ専門店、教職員向けの保育所なども存在する。

## 大学関係者と組織

### 大学関係者組織
- 明治5年の師範学校設立を開祖とする茗渓会は、その後、様々な学校、大学の統合の下で成立した旧東京教育大学の同窓会となり、今日、筑波大学の同窓会として継承されている。
  - 全学の同窓会である茗渓会とは別に、学類によっては独自の同窓会も存在する。「筑波大学医学同窓会桐医会」（医学群医学類）、「心青会」（情報学群情報科学類）、「図書館情報学橘会」（情報学群知識情報・図書館学類）がそれである。
- 筑波大学には紫峰会という学生後援組織があり、サークル支援のほか、大学グッズを製作・販売するなどしている。

### 筑波大学出身教授と筑波大学教授陣
筑波大学は、1982年の日本の大学教授市場占拠率（常勤講師以上）では、東大、京大、東北大に次ぐ4位だが、1982年の筑波大学自体の教授陣の自給率は18位より下であり、他大学出身の教授たちが多い。そのために教授陣の結束が弱く、筑波移転や東京文理科大学設置などの重要な契機に、内紛が起きた。

## 対外関係

### 他の大学・研究機関との協力

#### 日本国内
日本国内の複数の大学・研究機関と産学連携プラットフォームを構成している。

#### 海外
68カ国・地域にある大学や研究機関と382の協定を結んでいる（2024年6月21日時点）。

### 産学連携・地域貢献
国際産学連携本部が、企業との受託研究・共同研究や知的財産活動など産学連携、大学発起業の促進・支援などを担っている。
地元での地域おこしとしては、つくば市北条で、北条米の活用に協力しており、筑波大学の学生が北条米を使ったアイスクリーム「北条米スクリーム」を開発した。

### その他
- 2023年10月21日から12月23日まで、学生支援プログラムT-ACTの枠組みを活用し、創基151年筑波大学開学50周年記念冠事業として令和5年度日韓青少年対話型交流事業「日韓みらいファクトリーアワード2023」が日韓両国で最大級の規模で行われるなど、高大接続型の日韓交流プログラムを推し進めている[76]。

- 同大学の医学群医学類の2018年以降の入学試験の適性検査で、受検者に対し身長や体重などを記入させていることが、2020年1月12日付の『毎日新聞』報道で判明し、人権上問題があるとの指摘が出ている。大学側は見直すかどうか検討するとしている[77]。

## 企業からの評価

### 人事担当者からの評価
- 2021年に日本経済新聞社と日経HRが実施した「企業の人事担当者からみたイメージ調査」[78]（全上場企業と一部有力未上場企業4,850社の人事担当者を対象に、2019年4月から2021年3月までの間に採用した学生から見た大学のイメージなどを聞いた調査）において、同大学は、「全国総合」で788大学[79]中、第16位[78]にランキングされた。

## 放送送信設備
本大学総合研究B棟には、コミュニティ放送放送局であるつくばコミュニティ放送の送信所が置かれている。送信所置局住所は、つくば市天王台1丁目1番地1。
| 放送局名                                        | コールサイン | 周波数  | 空中線電力 | ERP   | 放送対象地域 | 放送区域内世帯数 | 開局日         |
| ----------------------------------------------- | ------------ | ------- | ---------- | ----- | ------------ | ---------------- | -------------- |
| つくばコミュニティ放送 （愛称「ラヂオつくば」） | JOZZ3BO-FM   | 84.2MHz | 10W        | 10.5W | -            | 3万7910世帯      | 2008年10月10日 |